# 2019冠状病毒病上海市疫情时间线 (2022年)
本条目介绍2019冠状病毒病疫情于2022年在上海市的情况和确诊病例。

## 2022年1月
1月1日，报告18例新增境外输入性新冠肺炎确诊病例，其中来自加拿大7例，来自乌克兰4例，来自美国和尼日利亚2例，其余分别来自科特迪瓦、刚果金和西班牙。新增治愈出院11例，其中来自西班牙2例，来自美国2例，来自以色列2例，来自俄罗斯1例，来自阿联酋1例，来自新加坡1例，来自英国1例，来自日本1例。
1月2日，新增本土无症状感染者1例，系1月1日报告的三例在健康监测期间发现的境外输入确诊病例的密接人员。报告26例新增境外输入性新冠肺炎确诊病例，其中来自美国7例，来自加拿大4例，来自埃塞俄比亚和英国各2例，其余分别来自科特迪瓦、乌干达、刚果金、西班牙、格鲁吉亚、塞尔维亚、澳大利亚、丹麦和俄罗斯。新增治愈出院7例，其中来自美国2例，来自牙买加1例，来自坦桑尼亚1例，来自瑞士1例，来自新加坡1例，来自赞比亚1例。
1月3日，新增本土无症状感染者2例，均为外地来沪人员。报告29例新增境外输入性新冠肺炎确诊病例，其中来自美国15例，来自加拿大7例，其余分别来自毛里塔尼亚、西班牙、丹麦、澳大利亚、英国、吉尔吉斯斯坦和斯里兰卡。新增治愈出院8例，其中来自英国3例，来自埃塞尔比亚1例，来自几内亚1例，来自牙买加1例，来自香港1例，来自美国1例。
1月4日，新增本土无症状感染者4例。报告17例新增境外输入性新冠肺炎确诊病例，其中来自美国8例，来自阿根廷和英国各2例，其余分别来自韩国、俄罗斯、波黑、阿联酋和加拿大。新增治愈出院8例，其中来自美国3例，来自乌克兰1例，来自刚果布1例，来自英国1例，来自巴布亚新几内亚1例，来自匈牙利1例。
1月5日，报告20例新增境外输入性新冠肺炎确诊病例，其中来自美国6例，来自加拿大5例，来自阿根廷和阿联酋各2例，其余分别来自英国、哥伦比亚、德国和法国。新增治愈出院14例，其中来自美国5例，来自英国2例，来自埃塞俄比亚2例，来自德国1例，来自俄罗斯1例，来自刚果（金）1例，来自塞尔维亚1例，来自刚果（布）1例。
1月6日，新增本土无症状感染者3例。报告24例新增境外输入性新冠肺炎确诊病例，其中来自美国11例，来自阿联酋2例，其余分别来自香港、新加坡、韩国、英国、芬兰、德国、瑞士、法国、刚果（布）、加纳和加拿大。新增治愈出院3例，其中来自赞比亚1例，来自美国1例，来自阿联酋1例。新增境外输入性无症状感染者2例。
1月7日，新增本土无症状感染者5例。报告32例新增境外输入性新冠肺炎确诊病例，其中来自美国7例，来自德国和加拿大各5例，来自阿联酋和法国各2例，其余分别来自乌克兰、韩国、刚果(金)、塞内加尔、新加坡、多哥、多米尼加、巴西、哈萨克斯坦、加纳和玻利维亚。新增治愈出院14例，其中来自美国7例，来自尼日利亚2例，来自西班牙1例，来自莫桑比克1例，来自英国1例，来自刚果(布)1例，来自印度尼西亚1例。新增境外输入性无症状感染者3例。
1月8日，报告30例新增境外输入性新冠肺炎确诊病例，其中来自美国16例，来自英国4例，来自阿根廷3例，来自加拿大2例，其余分别来自阿联酋、坦桑尼亚、巴布亚新几内亚、尼日利亚和德国。新增治愈出院9例，来自美国5例，其中来自韩国1例，来自牙买加1例，来自英国1例，来自以色列1例。
1月9日，报告26例新增境外输入性新冠肺炎确诊病例，其中来自美国12例，来自德国3例，来自法国2例，其余分别来自刚果（金）、科特迪瓦、尼日利亚、巴拿马、墨西哥、日本、哥伦比亚、加拿大和英国。新增治愈出院10例，其中来自香港1例，来自刚果（金）1例，来自马拉维1例，来自埃塞俄比亚1例，来自加蓬1例，来自南非1例，来自俄罗斯1例，来自英国1例，来自智利1例，来自萨尔瓦多1例。
1月10日，报告27例新增境外输入性新冠肺炎确诊病例，其中来自美国10例，来自加拿大3例，来自英国、德国和塞尔维亚各2例，其余分别来自瑞士、尼日利亚、塞尔维亚、墨西哥、新西兰、贝宁、马里、乌克兰和日本。新增治愈出院4例，其中来自西班牙1例，来自赞比亚1例，来自荷兰1例，来自塞尔维亚1例。
1月11日，报告20例新增境外输入性新冠肺炎确诊病例，其中来自美国9例，来自加拿大4例，来自芬兰2例，其余分别来自法国、俄罗斯、匈牙利、塞尔维亚、日本。新增治愈出院12例，其中来自尼日利亚3例，来自美国3例，来自刚果（金）1例，来自几内亚1例，来自加纳1例，来自西班牙1例，来自阿联酋1例，来自乌克兰1例。
1月12日，报告31例新增境外输入性新冠肺炎确诊病例，其中来自美国和法国各7例，来自俄罗斯4例，来自英国和加拿大各3例，来自刚果（金）和巴西2例，其余分别来自多米尼加、塞尔维亚和匈牙利。新增治愈出院18例，其中来自美国5例，来自加拿大2例，来自英国2例，来自俄罗斯1例，来自法国1例，来自刚果（金）1例，来自哥伦比亚1例，来自格鲁吉亚1例，来自科特迪瓦1例，来自马里1例，来自瑞士1例，来自塞尔维亚1例。
1月13日，新增2例本土确诊病例和3例本土无症状感染者，其中三人系静安区愚园路228号某奶茶店的服务员。当日上海报告30例新增境外输入性新冠肺炎确诊病例，其中来自美国8例，来自法国和英国各5例，来自加拿大和墨西哥各2例，其余分别来自巴西、刚果（金）、科特迪瓦、捷克、台湾、乌克兰、坦桑尼亚和丹麦。新增治愈出院8例，其中来自美国3例，来自英国2例，来自加拿大1例，来自巴拿马1例，来自科特迪瓦1例。
1月14日，报告43例新增境外输入性新冠肺炎确诊病例，其中来自美国18例，来自尼日利亚6例，来自英国5例，来自德国4例，来自法国2例，其余分别来自加纳、芬兰、危地马拉、乌兹别克斯坦、加拿大、墨西哥、牙买加和澳大利亚。新增治愈出院8例，其中来自美国2例，来自英国2例，来自加拿大2例，来自阿联酋1例，来自坦桑尼亚1例。
1月15日，新增本土无症状感染者3例，均为1月13日报告的感染个案的密切接触者。报告24例新增境外输入性新冠肺炎确诊病例，其中来自美国7例，来自加拿大4例，来自法国和澳大利亚各3例，其余分别来自尼日尔、巴西、瑞士、刚果（布）、突尼斯、台湾地区和乌克兰。新增治愈出院6例，其中来自美国2例，来自刚果（金）1例，来自阿根廷1例，来自加蓬1例，来自德国1例。
1月16日，报告35例新增境外输入性新冠肺炎确诊病例，其中来自美国12例，来自俄罗斯4例，来自德国3例，来自法国和尼日利亚各2例，其余分别来自阿根廷、刚果（金）、瑞士、芬兰、巴布亚新几内亚、澳大利亚、乌克兰、印度、墨西哥、英国、巴西和加拿大。新增治愈出院10例，其中来自美国4例，来自德国1例，来自韩国1例，来自香港1例，来自阿联酋1例，来自英国1例，来自加拿大1例。
1月17日，报告17例新增境外输入性新冠肺炎确诊病例，其中来自美国8例，来自加拿大3例，其余分别来自喀麦隆、德国、澳大利亚、日本、尼日利亚及黑山。新增治愈出院13例，其中来自美国7例，来自多哥1例，来自塞内加尔1例，来自刚果（金）1例，来自加纳1例，来自英国1例，来自加拿大1例。
1月18日，报告15例新增境外输入性新冠肺炎确诊病例，其中来自美国和匈牙利各2例，其余分别来自法国、巴布亚新几内亚、科特迪瓦、韩国、俄罗斯、香港、德国、纳米比亚、哥伦比亚、日本和芬兰。新增治愈出院13例，其中来自美国5例，来自加拿大4例，来自墨西哥1例，来自新加坡1例，来自阿联酋1例，来自英国1例。
1月19日，报告14例新增境外输入性新冠肺炎确诊病例，其中来自法国和美国各4例，来自俄罗斯2例，其余分别来自德国、牙买加、日本和台湾地区。新增治愈出院16例，其中来自美国6例，来自英国2例，来自赤道几内亚1例，来自喀麦隆1例，来自丹麦1例，来自尼日利亚1例，来自刚果（金）1例，来自加纳1例，来自加拿大1例，来自法国1例。
1月20日，报告28例新增境外输入性新冠肺炎确诊病例，其中来自美国4例，来自法国、瑞士和英国各3例，来自俄罗斯、尼日利亚和蒙古各2例，其余分别来自香港、加拿大、德国、塞尔维亚、刚果（金）、日本、阿根廷、瑞典和坦桑尼亚。新增治愈出院47例，其中来自美国20例，来自乌克兰3例，来自英国3例，来自加拿大3例，来自刚果（金）3例，来自匈牙利2例，来自德国2例，来自塞尔维亚2例，来自马里2例，来自巴布亚新几内亚1例，来自法国1例、来自芬兰1例，来自韩国1例，来自科特迪瓦1例，来自墨西哥1例，来自香港1例，为疫情发生以来单日出院人数最高。
1月21日，报告22例新增境外输入性新冠肺炎确诊病例，其中来自美国5例，来自尼日利亚3例，来自法国2例，其余分别来自俄罗斯、加拿大、韩国、瑞士、刚果（金）、墨西哥、利比里亚、多米尼加、秘鲁、哥斯达黎加和牙买加。新增治愈出院29例，其中来自美国10例，来自加拿大4例，来自英国3例，来自法国3例，来自尼日利亚2例，来自玻利维亚1例，来自巴西1例，来自乌干达1例，来自荷兰1例，来自新加坡1例，来自刚果（金）1例，来自哥伦比亚1例。
1月22日，报告13例新增境外输入性新冠肺炎确诊病例，其中来自美国4例，来自阿根廷3例，其余分别来自蒙古、尼日利亚、圭亚那、坦桑尼亚、牙买加和新加坡。新增治愈出院38例，其中来自美国13例，来自加拿大7例，来自英国6例，来自捷克1例，来自斯里兰卡1例，来自埃塞俄比亚1例，来自西班牙1例，来自乌克兰1例，来自丹麦1例，来自尼日利亚1例，来自加纳1例，来自德国1例，来自科特迪瓦1例，来自格鲁吉亚1例，来自俄罗斯1例。
1月23日，报告22例新增境外输入性新冠肺炎确诊病例，其中来自美国8例，来自乌克兰和刚果（金）各2例，其余分别来自几内亚、坦桑尼亚、美国、阿根廷、尼日利亚、墨西哥、新加坡、法国、英国和日本。新增治愈出院44例，其中来自加拿大16例，来自美国9例，来自法国3例，来自墨西哥2例，来自巴拿马2例，来自英国2例，来自埃塞俄比亚1例，来自塞尔维亚1例，来自台湾地区1例，来自澳大利亚1例，来自几内亚1例，来自西班牙1例，来自巴西1例，来自巴布亚新几内亚1例，来自乌克兰1例，来自德国1例。
1月24日，新增1例新冠肺炎本土确诊病例，为浦东机场西区货运站的一名工作人员，病例存在境外病毒输入引发感染的可能。当日报告10例新增境外输入性新冠肺炎确诊病例，其中来自英国3例，来自塞内加尔和俄罗斯各2例，其余分别来自德国、美国和新加坡。新增治愈出院13例，其中来自美国6例，来自德国2例，来自阿联酋1例，来自坦桑尼亚1例，来自加拿大1例，来自芬兰1例，来自法国1例。
1月25日，报告10例新增境外输入性新冠肺炎确诊病例，其中来自英国和塞尔维亚各2例，其余分别来自美国、阿根廷、奥地利、德国、加拿大和芬兰。新增治愈出院20例，其中来自美国8例，来自加拿大3例，来自法国2例，来自纳米比亚1例，来自巴西1例，来自匈牙利1例，来自喀麦隆1例，来自尼日利亚1例，来自瑞士1例，来自哥伦比亚1例。
1月26日，新增本土新冠肺炎确诊病例1例。报告20例新增境外输入性新冠肺炎确诊病例，其中来自俄罗斯11例，来自新加坡、泰国和英国各2例，其余分别来自美国、巴西、泰国和加纳。新增治愈出院36例，其中来自美国12例，来自法国5例，来自加拿大4例，来自尼日利亚2例，来自韩国2例，来自英国2例，来自牙买加1例，来自贝宁1例，来自吉尔吉斯斯坦1例，来自巴布亚新几内亚1例，来自芬兰1例，来自阿联酋1例，来自刚果（金）1例，来自俄罗斯1例，来自台湾地区1例。
1月27日，报告7例新增境外输入性新冠肺炎确诊病例，其中来自英国和俄罗斯各2例，其余分别来自乌克兰、法国和格鲁吉亚。新增治愈出院28例，其中来自美国14例，来自英国3例，来自巴西2例，来自加拿大2例，来自澳大利亚1例，来自芬兰1例，来自尼日利亚1例，来自德国1例，来自阿联酋1例，来自科特迪瓦1例，来自俄罗斯1例。
1月28日，报告10例新增境外输入性新冠肺炎确诊病例，其中来自美国2例，其余分别来自丹麦、塞尔维亚、罗马尼亚、加拿大、土耳其、法国、日本和坦桑尼亚。新增治愈出院29例，其中来自美国7例，来自英国3例，来自俄罗斯3例，来自德国2例，来自加拿大2例，来自法国2例，来自瑞典1例，来自突尼斯1例，来自刚果（布）1例，来自哈萨克斯坦1例，来自毛里塔尼亚1例，来自澳大利亚1例，来自匈牙利1例，来自刚果（金）1例，来自塞尔维亚1例，来自哥伦比亚1例。
1月29日，报告10例新增境外输入性新冠肺炎确诊病例，其中来自尼日利亚、俄罗斯和美国各2例，其余分别来自多米尼加、乌克兰、法国和英国。新增治愈出院30例，其中来自美国10例，来自加拿大4例，来自英国3例，来自多米尼加2例，来自尼日利亚2例，来自危地马拉1例，来自芬兰1例，来自乌克兰1例，来自德国1例，来自韩国1例，来自科特迪瓦1例，来自刚果（金）1例，来自法国1例，来自俄罗斯1例。
1月30日，报告10例新增境外输入性新冠肺炎确诊病例，其中来自斯里兰卡6例，其余分别来自尼日利亚、塞内加尔、日本和加拿大。新增治愈出院23例，其中来自美国7例，来自西班牙2例，来自尼日利亚2例，来自坦桑尼亚2例，来自塞尔维亚2例，来自印度1例，来自巴西1例，来自德国1例，来自阿联酋1例，来自英国1例，来自加拿大1例，来自法国1例，来自俄罗斯1例。
1月31日，报告18例新增境外输入性新冠肺炎确诊病例，其中来自加拿大5例，来自新加坡3例，来自日本2例，其余分别来自英国、俄罗斯、德国、瑞士、科特迪瓦、毛里塔尼亚、韩国和美国。新增治愈出院25例，其中来自美国6例，来自俄罗斯5例，来自加拿大2例，来自黑山1例，来自尼日尔1例，来自新西兰1例，来自刚果（布）1例，来自日本1例，来自几内亚1例，来自芬兰1例，来自乌克兰1例，来自德国1例，来自英国1例，来自刚果（金）1例，来自法国1例。

## 2022年2月
2月1日，报告18例新增境外输入性新冠肺炎确诊病例，其中来自德国和日本各4例，来自美国2例，其余分别来自法国、几内亚、芬兰、韩国、奥地利、斯里兰卡、新西兰和毛里塔尼亚。新增治愈出院38例，其中来自美国13例，来自加拿大4例，来自阿根廷3例，来自英国3例，来自俄罗斯3例，来自德国2例，来自法国2例，来自日本1例，来自马达加斯加1例，来自多米尼加1例，来自丹麦1例，来自尼日利亚1例，来自墨西哥1例，来自刚果（金）1例，来自瑞士1例。
2月2日，报告9例新增境外输入性新冠肺炎确诊病例，其中来自加拿大2例，其余分别来自新加坡、土耳其、印度尼西亚、匈牙利、日本、韩国和荷兰。新增治愈出院11例，其中来自美国4例，来自俄罗斯1例，来自加拿大1例，来自新加坡1例，来自阿根廷1例，来自日本1例，来自塞尔维亚1例，来自英国1例。
2月3日，报告7例新增境外输入性新冠肺炎确诊病例，其中来自几内亚2例，其余分别来自加拿大、香港、日本、塞尔维亚和美国。新增治愈出院10例，其中来自美国4例，来自蒙古1例，来自日本1例，来自新加坡1例，来自加纳1例，来自坦桑尼亚1例，来自俄罗斯1例。
2月4日，报告7例新增境外输入性新冠肺炎确诊病例，其中来自日本2例，其余分别来自塞尔维亚、加拿大、摩洛哥、德国和香港。新增治愈出院16例，其中来自美国4例，来自加拿大2例，来自法国2例，来自俄罗斯2例，来自牙买加1例，来自澳大利亚1例，来自巴西1例，来自尼日利亚1例，来自新加坡1例，来自德国1例。
2月5日，报告12例新增境外输入性新冠肺炎确诊病例，其中来自加拿大3例，来自日本2例，其余分别来自刚果（金）、马来西亚、毛里塔尼亚、加纳、厄瓜多尔、尼日利亚和英国。新增治愈出院21例，其中来自美国5例，来自法国5例，来自加拿大3例，来自日本1例，来自巴西1例，来自芬兰1例，来自丹麦1例，来自墨西哥1例，来自瑞士1例，来自科特迪瓦1例，来自俄罗斯1例。
2月6日，报告8例新增境外输入性新冠肺炎确诊病例，其中来自韩国3例，其余分别来自格鲁吉亚、美国、芬兰、英国和西班牙。新增治愈出院16例，其中来自美国6例，来自法国2例，来自瑞士1例，来自牙买加1例，来自乌克兰1例，来自英国1例，来自泰国1例，来自乌兹别克斯坦1例，来自尼日利亚1例，来自墨西哥1例。
2月7日，报告15例新增境外输入性新冠肺炎确诊病例，其中来自加拿大5例，来自英国、塞尔维亚和美国各2例，其余分别来自芬兰、新加坡、马尔代夫和匈牙利。新增治愈出院14例，其中来自美国3例，来自德国2例，来自法国2例，来自哥斯达黎加1例，来自澳大利亚1例，来自尼日利亚1例，来自阿联酋1例，来自英国1例，来自瑞士1例，来自俄罗斯1例。
2月8日，报告9例新增境外输入性新冠肺炎确诊病例，其中来自乌克兰3例，来自加拿大和英国各2例，其余分别来自安哥拉和日本。新增治愈出院14例，其中来自美国3例，来自俄罗斯2例，来自英国2例，来自尼日利亚1例，来自加拿大1例，来自韩国1例，来自新加坡1例，来自多米尼加1例，来自科特迪瓦1例，来自芬兰1例。
2月9日，报告8例新增境外输入性新冠肺炎确诊病例，其中来自加拿大4例，来自韩国3例，来自英国1例。新增治愈出院21例，其中来自美国5例，来自英国3例，来自俄罗斯3例，来自加拿大1例，来自芬兰1例，来自塞内加尔1例，来自斯里兰卡1例，来自塞尔维亚1例，来自日本1例，来自瑞士1例，来自尼日利亚1例，来自法国1例，来自德国1例。
2月10日，报告12例新增境外输入性新冠肺炎确诊病例，其中来自美国5例，来自加拿大3例，其余分别来自刚果（布）、塞尔维亚、罗马尼亚和日本。新增治愈出院29例，其中来自俄罗斯6例，来自德国6例，来自新加坡3例，来自美国3例，来自法国2例，来自澳大利亚2例，来自罗马尼亚1例，来自秘鲁1例，来自毛里塔尼亚1例，来自阿根廷1例，来自加拿大1例，来自塞尔维亚1例，来自尼日利亚1例。
2月11日，报告7例新增境外输入性新冠肺炎确诊病例，其中来自阿联酋3例，其余分别来自英国、日本、新加坡和台湾。新增治愈出院9例，其中来自阿根廷5例，来自苏丹1例，来自摩洛哥1例，来自加拿大1例，来自澳大利亚1例。
2月12日，报告9例新增境外输入性新冠肺炎确诊病例，其中来自阿联酋3例，其余分别来自摩洛哥、美国、英国和新加坡。新增治愈出院11例，其中来自美国2例，来自利比里亚1例，来自刚果（金）1例，来自加拿大1例，来自斯里兰卡1例，来自塞尔维亚1例，来自日本1例，来自法国1例，来自德国1例，来自香港1例。
2月13日，报告8例新增境外输入性新冠肺炎确诊病例，其中来自香港和加拿大各2例，其余分别来自黑山、日本、丹麦和韩国。新增治愈出院18例，其中来自俄罗斯4例，来自美国3例，来自英国2例，来自新加坡1例，来自圭亚那1例，来自牙买加1例，来自坦桑尼亚1例，来自加拿大1例，来自尼日利亚1例，来自法国1例，来自香港2例。
2月14日，报告6例新增境外输入性新冠肺炎确诊病例，其中来自香港3例，其余分别来自加拿大、日本和英国。新增治愈出院13例，其中来自韩国2例，来自英国2例，来自奥地利1例，来自加纳1例，来自土耳其1例，来自蒙古1例，来自阿根廷1例，来自加拿大1例，来自芬兰1例，来自日本1例，来自法国1例。
2月15日，报告13例新增境外输入性新冠肺炎确诊病例，其中来自日本4例，来自香港3例，其余分别来自阿联酋、台湾、新加坡、加拿大、泰国和美国。新增治愈出院11例，其中来自美国3例，来自墨西哥2例，来自毛里塔尼亚1例，来自新加坡1例，来自阿根廷1例，来自加拿大1例，来自芬兰1例，来自英国1例。
2月16日，报告9例新增境外输入性新冠肺炎确诊病例，其中来自新加坡5例，来自香港2例，其余分别来自加拿大和尼日尔。新增治愈出院18例，其中来自日本3例，来自美国3例，来自乌克兰2例，来自泰国1例，来自安哥拉1例，来自奥地利1例，来自蒙古1例，来自加拿大1例，来自塞内加尔1例，来自斯里兰卡1例，来自塞尔维亚1例，来自俄罗斯1例，来自台湾地区1例。
2月17日，报告13例新增境外输入性新冠肺炎确诊病例，其中来自香港7例，来自台湾2例，其余分别来自芬兰、德国、美国和新加坡。当日公布的病例8于2月13日从香港进入内地，2月14日自珠海乘坐高铁抵沪。2月16日接广东省协查通报，立即对其进行隔离管控，该病例因涉嫌妨害傳染病防治罪已被公安機關立案偵查，將依法追究其刑事責任，對其非法越境的行為，將一併予以查處。新增治愈出院16例，其中来自日本3例，来自加拿大2例，来自美国2例，来自俄罗斯2例，来自德国2例，来自几内亚1例，来自斯里兰卡1例，来自英国1例，来自尼日利亚1例，来自法国1例。
2月18日，报告18例新增境外输入性新冠肺炎确诊病例，其中来自香港13例，来自泰国2例，其余分别来自日本、阿联酋和新加坡。新增治愈出院11例，其中来自美国4例，来自阿根廷2例，来自加拿大2例，来自罗马尼亚1例，来自毛里塔尼亚1例，来自日本1例。
2月19日，报告23例新增境外输入性新冠肺炎确诊病例，其中来自香港14例，来自英国2例，其余分别来自阿联酋、台湾、加拿大、美国、韩国、泰国和芬兰。新增治愈出院13例，其中来自几内亚2例，来自加拿大2例，来自英国2例，来自匈牙利1例，来自格鲁吉亚1例，来自新加坡1例，来自斯里兰卡1例，来自日本1例，来自美国1例，来自德国1例。
2月20日，新增本土无症状感染者2例，均系2月17日报告的境外输入性确诊病例8的密切接触者。报告27例新增境外输入性新冠肺炎确诊病例，其中来自香港23例，来自加拿大3例，来自新加坡1例。新增治愈出院3例，其中来自摩洛哥1例，来自日本1例，来自尼日利亚1例。新增境外输入性无症状感染者3例，其中来自香港2例，来自新加坡1例。
2月21日，报告32例新增境外输入性新冠肺炎确诊病例，其中来自香港22例，其余分别来自韩国、巴布亚新几内亚、英国、新加坡、瑞士、加拿大、泰国、斯洛伐克、奥地利和塞尔维亚。新增治愈出院7例，其中来自斯里兰卡1例，来自英国1例，来自刚果（布）1例，来自德国1例，来自塞尔维亚1例，来自香港1例，来自台湾地区1例。新增境外输入性无症状感染者1例，来自香港。
2月22日，报告49例新增境外输入性新冠肺炎确诊病例，其中来自香港43例，来自新加坡和加拿大各2例，其余分别来自韩国和台湾。新增8例境外输入性无症状感染者，其中来自香港6例，其余分别来自澳大利亚和台湾。新增治愈出院9例，其中来自日本3例，来自乌克兰1例，来自刚果（金）1例，来自马来西亚1例，来自美国1例，来自英国1例，来自加拿大1例。
2月23日，报告24例新增境外输入性新冠肺炎确诊病例，其中来自香港22例，其余分别来自台湾和泰国。新增境外输入性无症状感染者8例，其中来自香港7例，来自英国1例。新增治愈出院8例，其中来自加拿大5例，来自匈牙利1例，来自阿联酋1例，来自美国1例。
2月24日，报告59例新增境外输入性新冠肺炎确诊病例，其中来自香港51例，来自新加坡2例，其余分别来自巴布亚新几内亚、泰国、加拿大、东帝汶、台湾、加纳。新增治愈出院8例，其中来自新加坡2例，来自阿联酋1例，来自刚果（金）1例，来自韩国1例，来自英国1例，来自荷兰1例，来自日本1例。新增境外输入性无症状感染者22例，除1例来自加拿大外，其余均来自香港。新增本土无症状感染者1例，系近日外省确诊病例的密切接触者。
2月25日，报告55例新增境外输入性新冠肺炎确诊病例，其中来自香港44例，来自加拿大、新加坡和西班牙各2例，其余分别来自台湾、阿联酋、美国、日本和以色列。新增治愈出院10例，其中来自美国2例，来自芬兰1例，来自俄罗斯1例，来自加拿大1例，来自土耳其1例，来自尼日尔1例，来自阿联酋1例，来自日本1例，来自香港1例。新增境外输入性无症状感染者19例，其中来自香港14例，来自台湾和泰国各2例，来自美国1例。新增本土无症状感染者1例。其中歌手許靖韻确认感染。
2月26日，报告43例新增境外输入性新冠肺炎确诊病例，其中来自香港36例，来自新加坡3例，来自韩国2例，其余分别来自美国和台湾。新增治愈出院11例，其中来自新加坡2例，来自加拿大2例，来自马尔代夫1例，来自厄瓜多尔1例，来自乌克兰1例，来自韩国1例，来自日本1例，来自阿联酋1例，来自香港1例。新增境外输入性无症状感染者11例，其中来自香港9例，其余分别来自美国和西班牙。新增本土无症状感染者1例，系浦东机场入境旅客转运区域工作人员。
2月27日，报告45例新增境外输入性新冠肺炎确诊病例，其中来自香港36例，来自台湾和美国各2例，其余分别来自阿联酋、新加坡、坦桑尼亚、以色列和韩国。新增治愈出院10例，其中来自美国3例，来自黑山1例，来自印度尼西亚1例，来自泰国1例，来自芬兰1例，来自英国1例，来自法国1例，来自台湾地区1例。新增境外输入性无症状感染者10例，其中来自香港7例，其余分别来自台湾、英国和日本。新增本土无症状感染者1例，系入境人员集中隔离点工作人员。
2月28日，报告40例新增境外输入性新冠肺炎确诊病例，其中来自香港35例，其余分别来自台湾、以色列、泰国、阿联酋和新加坡。新增治愈出院12例，其中来自加拿大4例，来自中国香港3例，来自韩国2例，来自英国1例，来自美国1例，来自阿联酋1例。新增境外输入性无症状感染者12例，其中来自香港10例，其余分别来自新加坡和台湾。新增本土无症状感染者3例，均为浦东机场入境旅客转运区域工作人员，均系2月26日本市报告的一例本土无症状感染者的密切接触者。

## 2022年3月
3月1日，新增1例本土确诊病例。该病例2月28日因发热前往同济医院发热门诊就诊，新冠病毒核酸检测结果为阳性。3月1日，市疾控中心复核为新冠病毒核酸检测阳性。同济医院新村路院区及大华门诊部暂停门急诊服务。瑞金医院也暂停总院门诊部服务。此外，当日上海新增本土无症状感染者1例，为入境人员集中隔离点工作人员，系2月27日本市报告的一例本土无症状感染者的密切接触者。报告37例新增境外输入性新冠肺炎确诊病例，其中来自香港26例，来自台湾5例，来自日本和新加坡各2例，来自加拿大和澳大利亚各1例。新增境外输入性无症状感染者17例，其中来自香港15例，来自泰国2例。
3月2日，新增本土确诊病例3例，本土无症状感染者4例。新增确诊病例和无症状感染者同在一个老年舞蹈队，在已被划为中风险地区的普陀区石泉街道宁强路33号石泉社区文化活动中心一起进行过舞蹈训练。另外，上海市卫健委主任邬惊雷表示，3月1日确诊病例的病毒基因测序初步结果是奥密克戎变异株。当日上海市新增1例来自入境人员集中隔离点工作人员发现的无症状感染者，系2月27日本市报告的一例本土无症状感染者的密切接触者。报告39例新增境外输入性新冠肺炎确诊病例，其中来自香港29例，来自韩国4例，来自台湾和日本各2例，其余分别来自阿联酋和新加坡。新增治愈出院8例，其中来自以色列3例，来自加拿大3例，来自韩国1例，来自香港1例。新增境外输入性无症状感染者19例，其中来自香港17例，其余分别来自瑞士和巴布亚新几内亚。
3月3日，新增本土确诊病例2例，新增本土无症状感染者3例，均为在3月2日对外省市推送的风险人员所涉及的相关人员开展例行筛查时发现的核酸检测结果异常人员，均为松江区九里亭街道永辉超市沪亭北路店员工。当日共新增本土无症状感染者14例，均系此前报告本土确诊病例或无症状感染者的密切接触者。报告43例新增境外输入性新冠肺炎确诊病例，其中来自香港27例，来自台湾6例，来自韩国4例，来自泰国和新加坡各2例，其余分别来自日本和英国。新增治愈出院9例，其中来自中国香港2例，来自加拿大2例，来自新加坡1例，来自英国1例，来自美国1例，来自阿联酋1例，来自台湾地区1例。新增境外输入性无症状感染者21例，其中来自香港18例，来自台湾2例，来自瑞士1例。當晚，上海第十人民醫院延长中路院区暂停门急诊医疗服务。
3月4日，上海市在对松江区本地疫情相关风险人员的例行排查中，新增报告3例新冠肺炎本土确诊病例和5例无症状感染者。当日上海市新增本土无症状感染者16例。报告24例新增境外输入性新冠肺炎确诊病例，其中来自香港16例，来自台湾4例，来自日本2例，其余分别来自加拿大和韩国。新增治愈出院12例，其中来自香港6例，来自日本2例，来自新西兰1例，来自新加坡1例，来自加拿大1例，来自台湾地区1例。新增境外输入性无症状感染者10例，其中来自香港7例，其余分别来自瑞士、美国和以色列。
3月5日，新增本土无症状感染者28例，其中1-22均系本土确诊病例及无症状感染者的密切接触者；23-28均为入境人员集中隔离点工作人员。报告25例新增境外输入新冠肺炎确诊病例，其中来自香港23例，其余分别来自澳大利亚和加拿大。新增治愈出院8例，其中来自乌克兰2例，来自阿联酋2例，来自泰国1例，来自新加坡1例，来自美国1例，来自香港1例。新增境外输入无症状感染者10例，其中来自香港6例，其余分别来自台湾、美国、丹麦和英国。
3月6日，新增3例本土确诊病例和7例无症状感染者，其中3例本土确诊病例均系5日上海市报告无症状感染者的密切接触者（同一隔离点工作人员）。7例无症状感染者中，有6例系5日上海市报告无症状感染者的密切接触者（同一隔离点工作人员），在集中隔离管理期间核酸检测结果异常。1例系浦东机场重点岗位工作人员，在例行筛查中发现核酸检测结果异常。当日上海市累计报告本土无症状感染者45例，均系本土确诊病例及无症状感染者的密切接触者。报告32例新增境外输入性新冠肺炎确诊病例，其中来自香港27例，来自台湾和韩国各2例，来自加拿大1例。新增治愈出院65例，其中来自中国香港34例，来自日本5例，来自新加坡4例，来自阿联酋3例，来自韩国3例，来自加拿大3例，来自美国3例，来自瑞士3例，来自泰国2例，来自英国2例，来自巴布亚新几内亚1例，来自西班牙1例，来自台湾地区1例。新增境外输入无症状感染者16例，其中来自香港14例，其余分别来自美国和韩国。
3月7日，上海新增报告4例新冠肺炎本土确诊病例和8例新冠肺炎本土无症状感染者，均在集中隔离管控中发现。当日上海新增本土新冠肺炎确诊病例4例和无症状感染者51例，均在隔离管控中发现。新增境外输入性新冠肺炎确诊病例36例和无症状感染者10例，均在闭环管控中发现。
3月8日，新增报告3例新冠肺炎本土确诊病例和15例本土无症状感染者，其中1例确诊病例因出现发热症状前往医疗机构发热门诊就诊。当日上海市新增本土新冠肺炎确诊病例3例和无症状感染者62例，1例病例因症就诊发现，其余在隔离管控中发现。新增境外输入性新冠肺炎确诊病例26例和无症状感染者10例，均在闭环管控中发现。
3月9日，上海新增报告4例新冠肺炎确诊病例和15例本土无症状感染者，除1人因症就诊外，其余均在集中隔离管控或风险人群筛查中发现。当日上海市新增本土新冠肺炎确诊病例4例和无症状感染者76例，1例病例因症就诊发现，12例无症状感染者在相关风险人群排查中发现，其余在隔离管控中发现。新增境外输入性新冠肺炎确诊病例42例和无症状感染者16例，均在闭环管控中发现。
3月10日，上海新增本土新冠肺炎确诊病例5例，新增本土无症状感染者21例。当日上海市新增本土新冠肺炎确诊病例11例和无症状感染者64例，3例无症状感染者在相关风险人群排查中发现，其余在隔离管控中发现。新增境外输入性新冠肺炎确诊病例32例和无症状感染者10例，均在闭环管控中发现。
上海市疾控中心党委书记袁政安表示2022年3月初的疫情最早病例出现在上海市普陀区，此起疫情中的病例所感染的新冠病毒为奥密克戎变异株。此起疫情的病原与上海之前的本土疫情病原不同源，与上海已有境外输入病例的病原不同源，与中國国内部分地区的境外输入病例的病原高度同源。而上海市新冠肺炎疫情防控工作领导小组办公室又表示，松江、嘉定、闵行、黄浦、徐汇、宝山、浦东新区等区疫情是來源自境外输入病例携带的病毒，由于华亭宾馆管理疏漏引发病毒污染环境並引起疫情傳播。
3月11日，新增本土新冠肺炎确诊病例5例和无症状感染者78例，其中4例本土确诊病例和57例无症状感染者在隔离管控中发现，其余在相关风险人群排查中发现。新增境外输入性新冠肺炎确诊病例22例和无症状感染者9例，均在闭环管控中发现。
3月12日，新增本土新冠肺炎确诊病例1例和无症状感染者64例，其中1例本土确诊病例和60例无症状感染者在隔离管控中发现，其余在相关风险人群排查中发现。新增境外输入新冠肺炎确诊病例13例和境外输入无症状感染者1例，均在闭环管控中发现。
3月13日，新增本土新冠肺炎确诊病例41例（含2例由无症状感染者转为确诊病例）和无症状感染者128例，其中2例本土确诊病例为此前的无症状感染者转归，32例本土确诊病例和90例无症状感染者在隔离管控中发现，其余在相关风险人群排查中发现。新增境外输入性新冠肺炎确诊病例16例和无症状感染者2例，均在闭环管控中发现。
3月14日，新增本土新冠肺炎确诊病例9例和无症状感染者130例，其中5例确诊病例和102例无症状感染者在隔离管控中发现，其余在相关风险人群排查中发现。新增境外输入性新冠肺炎确诊病例12例和无症状感染者3例，均在闭环管控中发现。
3月15日，新增5例本土新冠肺炎确诊病例，新增197例本土无症状感染者，新增10例境外输入病例。
3月16日，新增本土新冠肺炎确诊病例8例（含1例由无症状感染者转为确诊病例）和无症状感染者150例，其中1例确诊病例和69例无症状感染者在隔离管控中发现，1例无症状感染者为外省返沪人员协查中发现，其余在相关风险人群排查中发现。
3月17日，新增本土新冠肺炎确诊病例57例和无症状感染者203例，其中2例确诊病例和103例无症状感染者在隔离管控中发现，其余在相关风险人群排查中发现。新增境外输入性新冠肺炎确诊病例10例和无症状感染者2例，均在闭环管控中发现。
3月18日，新增本土新冠肺炎确诊病例8例和无症状感染者366例，其中4例确诊病例和178例无症状感染者在隔离管控中发现，其余在相关风险人群排查中发现。新增境外输入性新冠肺炎确诊病例12例和无症状感染者6例，均在闭环管控中发现。
3月19日，新增本土新冠肺炎确诊病例17例和无症状感染者492例，其中6例确诊病例为此前无症状感染者转归，9例确诊病例和232例无症状感染者在隔离管控中发现，其余在相关风险人群排查中发现。新增境外输入性新冠肺炎确诊病例5例和无症状感染者2例，均在闭环管控中发现。
3月20日，新增本土新冠肺炎确诊病例24例和无症状感染者734例，其中22例确诊病例和652例无症状感染者在隔离管控中发现，其余在相关风险人群排查中发现。新增境外输入性新冠肺炎确诊病例17例和无症状感染者2例，均在闭环管控中发现。
3月21日，新增本土新冠肺炎确诊病例31例和无症状感染者865例，其中30例确诊病例和749例无症状感染者在隔离管控中发现，其余在相关风险人群排查中发现。新增境外输入性新冠肺炎确诊病例8例和无症状感染者3例，均在闭环管控中发现。
3月22日，新增本土新冠肺炎确诊病例4例和无症状感染者977例，其中3例确诊病例和886例无症状感染者在隔离管控中发现，其余在相关风险人群排查中发现。新增境外输入性新冠肺炎确诊病例10例和无症状感染者4例，均在闭环管控中发现。
3月23日，新增本土新冠肺炎确诊病例4例和无症状感染者979例，其中4例确诊病例和878例无症状感染者在隔离管控中发现，其余在相关风险人群排查中发现。新增境外输入性新冠肺炎确诊病例10例和无症状感染者3例，均在闭环管控中发现。
3月24日，新增本土新冠肺炎确诊病例29例和无症状感染者1580例，其中12例确诊病例和1455例无症状感染者在隔离管控中发现，其余在相关风险人群排查中发现。新增境外输入新冠肺炎确诊病例12例和无症状感染者5例，均在闭环管控中发现。
3月25日，新增本土新冠肺炎确诊病例38例和无症状感染者2231例，其中5例确诊病例为此前无症状感染者转归，3例确诊病例和1773例无症状感染者在隔离管控中发现，其余在相关风险人群排查中发现。新增境外输入性新冠肺炎确诊病例9例和无症状感染者2例，均在闭环管控中发现。
3月26日，新增本土新冠肺炎确诊病例45例和无症状感染者2631例，其中27例确诊病例和2363例无症状感染者在隔离管控中发现，其余在相关风险人群排查中发现。新增境外输入性新冠肺炎确诊病例6例和无症状感染者2例，均在闭环管控中发现。
3月27日，新增本土新冠肺炎确诊病例50例和无症状感染者3450例，其中17例确诊病例和2833例无症状感染者在隔离管控中发现，其余在相关风险人群排查中发现。新增境外输入性新冠肺炎确诊病例10例和无症状感染者4例，均在闭环管控中发现。
3月28日，新增本土新冠肺炎确诊病例96例和无症状感染者4381例，其中21例确诊病例为此前无症状感染者转归，7例确诊病例和3824例无症状感染者在隔离管控中发现，其余在相关风险人群排查中发现。新增境外输入性新冠肺炎确诊病例11例和无症状感染者1例，均在闭环管控中发现。
3月29日，新增本土新冠肺炎确诊病例326例和无症状感染者5656例，其中18例确诊病例为此前无症状感染者转归，17例确诊病例和5131例无症状感染者在隔离管控中发现，其余在相关风险人群排查中发现。新增境外输入新冠肺炎确诊病例3例和无症状感染者2例，均在闭环管控中发现。
3月30日，新增本土新冠肺炎确诊病例355例和无症状感染者5298例，其中16例确诊病例为此前无症状感染者转归，10例确诊病例和4477例无症状感染者在隔离管控中发现，其余在相关风险人群排查中发现。新增境外输入性新冠肺炎确诊病例3例和无症状感染者1例，均在闭环管控中发现。
3月31日，新增本土新冠肺炎确诊病例358例和无症状感染者4144例，其中20例确诊病例为此前无症状感染者转归，8例确诊病例和3710例无症状感染者在隔离管控中发现，其余在相关风险人群排查中发现。新增境外输入性新冠肺炎确诊病例7例和无症状感染者1例，均在闭环管控中发现。

## 2022年4月
4月1日，新增本土新冠肺炎确诊病例260例和无症状感染者6051例，其中2例确诊病例为此前无症状感染者转归，8例确诊病例和5402例无症状感染者在隔离管控中发现，其余在相关风险人群排查中发现。新增境外输入性新冠肺炎确诊病例2例，在闭环管控中发现。
4月2日，新增本土新冠肺炎确诊病例438例和无症状感染者7788例，其中73例确诊病例为此前无症状感染者转归，16例确诊病例和6773例无症状感染者在隔离管控中发现，其余在相关风险人群排查中发现。新增境外输入性新冠肺炎确诊病例6例和无症状感染者1例，均在闭环管控中发现。
4月3日，新增本土确诊病例425例和无症状感染者8581例，其中71例确诊病例为此前无症状感染者转归，7例确诊病例和7920例无症状感染者在隔离管控中发现，其余在相关风险人群排查中发现。新增境外输入性新冠肺炎确诊病例8例和无症状感染者4例，均在闭环管控中发现。
4月4日，新增本土新冠肺炎确诊病例268例和无症状感染者13086例，其中4例确诊病例为此前无症状感染者转归，14例确诊病例和12592例无症状感染者在隔离管控中发现，其余在相关风险人群排查中发现。新增境外输入性新冠肺炎确诊病例3例和无症状感染者2例，均在闭环管控中发现。
4月5日，新增本土新冠肺炎确诊病例311例和无症状感染者16766例，其中40例确诊病例为此前无症状感染者转归，4例确诊病例和16256例无症状感染者在隔离管控中发现，其余在相关风险人群排查中发现。新增境外输入性新冠肺炎确诊病例4例和无症状感染者1例，均在闭环管控中发现。
4月6日，新增本土新冠肺炎确诊病例322例和无症状感染者19660例，其中15例确诊病例为此前无症状感染者转归，12例确诊病例和19027例无症状感染者在隔离管控中发现，其余在相关风险人群排查中发现。新增境外输入性新冠肺炎确诊病例7例和无症状感染者1例，均在闭环管控中发现。
4月7日，新增本土新冠肺炎确诊病例824例和无症状感染者20398例，其中323例确诊病例为此前无症状感染者转归，121例确诊病例和19798例无症状感染者在隔离管控中发现，其余在相关风险人群排查中发现。新增境外输入性新冠肺炎确诊病例4例和无症状感染者3例，均在闭环管控中发现。
4月8日，新增本土新冠肺炎确诊病例1015例和无症状感染者22609例，其中420例确诊病例为此前无症状感染者转归，301例确诊病例和21853例无症状感染者在隔离管控中发现，其余在相关风险人群排查中发现。新增境外输入性新冠肺炎确诊病例2例和无症状感染者2例，均在闭环管控中发现。
4月9日，新增本土新冠肺炎确诊病例1006例和无症状感染者23937例，其中191例确诊病例为此前无症状感染者转归，228例确诊病例和23412例无症状感染者在隔离管控中发现，其余在相关风险人群排查中发现。新增境外输入性新冠肺炎确诊病例9例和无症状感染者2例，均在闭环管控中发現。
4月10日，新增本土新冠肺炎确诊病例914例和无症状感染者25173例，其中47例确诊病例为此前无症状感染者转归，564例确诊病例和24230例无症状感染者在隔离管控中发现，其余在相关风险人群排查中发现。新增境外输入性新冠肺炎确诊病例3例，均在闭环管控中发现。
4月11日，新增本土新冠肺炎确诊病例994例和无症状感染者22348例，其中273例确诊病例为此前无症状感染者转归，439例确诊病例和21844例无症状感染者在隔离管控中发现，其余在相关风险人群排查中发现。新增境外输入性新冠肺炎确诊病例4例和无症状感染者1例，均在闭环管控中发现。
4月12日，新增本土新冠肺炎确诊病例1189例和无症状感染者25141例，其中23例确诊病例为此前无症状感染者转归，867例确诊病例和24500例无症状感染者在隔离管控中发现，其余在相关风险人群排查中发现。新增境外输入性新冠肺炎确诊病例1例，在闭环管控中发现。
4月13日，新增本土新冠肺炎确诊病例2573例和无症状感染者25146例，其中114例确诊病例为此前无症状感染者转归，2200例确诊病例和24548例无症状感染者在隔离管控中发现，其余在相关风险人群排查中发现。新增境外输入性无症状感染者1例，在闭环管控中发现。
4月14日，新增本土新冠肺炎确诊病例3200例和无症状感染者19872例，其中307例确诊病例为此前无症状感染者转归，2547例确诊病例和19494例无症状感染者在隔离管控中发现，其余在相关风险人群排查中发现。新增境外输入性无症状感染者1例，在闭环管控中发现。
4月15日，新增本土新冠肺炎确诊病例3590例和无症状感染者19923例，其中922例确诊病例为此前无症状感染者转归，2311例确诊病例和19428例无症状感染者在隔离管控中发现，其余在相关风险人群排查中发现。新增境外输入性新冠肺炎确诊病例4例和无症状感染者2例，均在闭环管控中发现。
4月16日，新增本土新冠肺炎确诊病例3238例和无症状感染者21582例，其中1177例确诊病例为此前无症状感染者转归，1754例确诊病例和21167例无症状感染者在隔离管控中发现，其余在相关风险人群排查中发现。新增境外输入性新冠肺炎确诊病例2例，均在闭环管控中发现。
4月17日，新增本土新冠肺炎确诊病例2417例和无症状感染者19831例，其中853例确诊病例为此前无症状感染者转归，1409例确诊病例和19425例无症状感染者在隔离管控中发现，其余在相关风险人群排查中发现。新增本土死亡病例3例。新增境外输入性新冠肺炎确诊病例3例，均在闭环管控中发现。
4月18日，新增本土新冠肺炎确诊病例3084例（含既往无症状感染者转为确诊病例974例）和无症状感染者17332例，实际新增本土阳性感染者19442例，其中1894例确诊病例和16998例无症状感染者在隔离管控中发现，其余在相关风险人群排查中发现。新增本土死亡病例7例。新增境外输入性无症状感染者2例，均在闭环管控中发现。
4月19日，新增本土新冠肺炎确诊病例2494例和无症状感染者16407例，其中533例确诊病例为此前无症状感染者转归，1800例确诊病例和16178例无症状感染者在隔离管控中发现，其余在相关风险人群排查中发现。新增本土死亡病例7例。新增境外输入性确诊病例1例和无症状感染者1例，均在闭环管控中发现。
4月20日，新增本土新冠肺炎确诊病例2634例和无症状感染者15861例，其中459例确诊病例为此前无症状感染者转归，1976例确诊病例和15619例无症状感染者在隔离管控中发现，其余在相关风险人群排查中发现。新增本土死亡病例8例。新增境外输入性确诊病例1例和无症状感染者2例，均在闭环管控中发现。
4月21日，新增本土新冠肺炎确诊病例1931例和无症状感染者15698例，其中143例确诊病例为此前无症状感染者转归，1685例确诊病例和15551例无症状感染者在隔离管控中发现，其余在相关风险人群排查中发现。新增本土死亡11例。
4月22日，新增本土新冠肺炎确诊病例2736例和无症状感染者20634例，其中1120例确诊病例为此前无症状感染者转归，1542例确诊病例和20490例无症状感染者在隔离管控中发现，其余在相关风险人群排查中发现。新增境外输入性新冠肺炎无症状感染者1例，均在闭环管控中发现。新增本土死亡12例。
4月23日，新增本土新冠肺炎确诊病例1401例和无症状感染者19657例，其中541例确诊病例为此前无症状感染者转归，816例确诊病例和19421例无症状感染者在隔离管控中发现，其余在相关风险人群排查中发现。新增本土死亡39例。
4月24日，新增本土新冠肺炎确诊病例2472例和无症状感染者16983例，其中846例确诊病例为此前无症状感染者转归，1557例确诊病例和16835例无症状感染者在隔离管控中发现，其余在相关风险人群排查中发现。新增境外输入性新冠肺炎无症状感染者1例，在闭环管控中发现。新增本土死亡51例。平均年龄84.2岁，80岁以上高龄老人共37位，最大年龄100岁。51位死亡患者均有严重基础疾病。
4月25日，新增本土新冠肺炎确诊病例1661例和无症状感染者15319例，其中968例确诊病例为此前无症状感染者转归，675例确诊病例和15120例无症状感染者在隔离管控中发现，其余在相关风险人群排查中发现。新增本土死亡52例。平均年龄83.1岁，最小年龄33岁，最大年龄100岁。死亡的直接原因均为基础疾病。
4月26日，新增本土新冠肺炎确诊病例1606例和无症状感染者11956例，其中1253例确诊病例为此前无症状感染者转归，340例确诊病例和11798例无症状感染者在隔离管控中发现，其余在相关风险人群排查中发现。新增本土死亡48例。平均年龄80.85岁，最大年龄99岁。死亡的直接原因均为基础疾病。
4月27日，新增本土新冠肺炎确诊病例1292（含既往无症状感染者转为确诊病例858例）和无症状感染者9330例，432例确诊病例和9140例无症状感染者在隔离管控中发现，其余在相关风险人群排查中发现。新增本土死亡47例。平均年龄84.7岁，最小年龄67岁，最大年龄101岁，死亡直接原因均为基础疾病。
4月28日，新增本土新冠肺炎确诊病例5487和无症状感染者9545例，其中5062例确诊病例为既往无症状感染者转归，418例确诊病例和9444例无症状感染者在隔离管控中发现，其余在相关风险人群排查中发现。新增境外输入性新冠肺炎确诊病例2例和无症状感染者2例，均在闭环管控中发现。新增本土死亡52例。平均年龄84.02岁，最小年龄58岁，最大年龄99岁。52位患者伴有多脏器严重的基础疾病。
4月29日，新增本土新冠肺炎确诊病例1249和无症状感染者8932例，其中985例确诊病例为既往无症状感染者转归，264例确诊病例和8932例无症状感染者在隔离管控中发现。新增本土死亡47例。新增境外输入性新冠肺炎确诊病例1例，在闭环管控中发现。
4月30日，新增本土新冠肺炎确诊病例788和无症状感染者7084例，其中683例确诊病例为既往无症状感染者转归，105例确诊病例和7084例无症状感染者在隔离管控中发现。新增本土死亡38例。新增境外输入性新冠肺炎确诊病例1例和无症状感染者2例，均在闭环管控中发现。

## 2022年5月
5月1日，新增本土新冠肺炎确诊病例727和无症状感染者6606例，其中529例确诊病例为既往无症状感染者转归，198例确诊病例和6548例无症状感染者在隔离管控中发现。新增本土死亡32例。新增境外输入性新冠肺炎确诊病例2例和无症状感染者2例，均在闭环管控中发现。
5月2日，新增本土新冠肺炎确诊病例274和无症状感染者5395例，其中155例确诊病例为既往无症状感染者转归，117例确诊病例和5324例无症状感染者在隔离管控中发现。新增本土死亡20例。新增境外输入性新冠肺炎无症状感染者1例，在闭环管控中发现。
5月3日，新增本土新冠肺炎确诊病例260和无症状感染者4722例，其中151例确诊病例为既往无症状感染者转归，108例确诊病例和4660例无症状感染者在隔离管控中发现。新增境外输入性新冠肺炎确诊病例3例和无症状感染者1例，新增死亡16例。
5月4日，新增本土新冠肺炎确诊病例261例和无症状感染者4390例，其中185例确诊病例为既往无症状感染者转归，75例确诊病例和4357例无症状感染者在隔离管控中发现。新增本土死亡13例。新增境外输入性新冠肺炎确诊病例2例，均在闭环管控中发现。
5月5日，新增本土新冠肺炎确诊病例245例和无症状感染者4024例，新增本土死亡12例。
5月6日，新增本土新冠肺炎确诊病例253例和无症状感染者3961例，其中175例确诊病例为既往无症状感染者转归，78例确诊病例和3943例无症状感染者在隔离管控中发现。新增本土死亡13例。
5月7日，新增本土新冠肺炎确诊病例215例和无症状感染者3760例，其中135例确诊病例为既往无症状感染者转归，80例确诊病例和3749例无症状感染者在隔离管控中发现。新增本土死亡8例。新增境外输入性确诊病例2例，均在闭环管控中发现。
5月8日，新增本土新冠肺炎确诊病例322例和无症状感染者3625例，其中230例确诊病例为既往无症状感染者转归，92例确诊病例和3616例无症状感染者在隔离管控中发现。新增本土死亡11例。新增境外输入性新冠肺炎确诊病例2例和无症状感染者1例，均在闭环管控中发现。
5月9日，新增本土新冠肺炎确诊病例234例和无症状感染者2780例，其中156例确诊病例为既往无症状感染者转归，78例确诊病例和2775例无症状感染者在隔离管控中发现。新增境外输入性新冠肺炎无症状感染者3例，均在闭环管控中发现。
5月10日，新增本土新冠肺炎确诊病例228例和无症状感染者1259例，其中198例确诊病例为既往无症状感染者转归，30例确诊病例和1259例无症状感染者在隔离管控中发现。新增本土死亡7例。新增境外输入性新冠肺炎确诊病例1例和无症状感染者1例，均在闭环管控中发现。
5月11日，新增本土新冠肺炎确诊病例144例和无症状感染者1305例，其中106例确诊病例为既往无症状感染者转归，38例确诊病例和1303例无症状感染者在隔离管控中发现。新增本土死亡5例。新增境外输入性新冠肺炎无症状感染者1例，在闭环管控中发现。
5月12日，新增本土新冠肺炎确诊病例227例和无症状感染者1869例，其中167例确诊病例为既往无症状感染者转归，60例确诊病例和1865例无症状感染者在隔离管控中发现。新增境外输入性新冠肺炎无症状感染者2例，均在闭环管控中发现。新增本土死亡2例。
5月13日，新增本土新冠肺炎确诊病例194例和无症状感染者1487例，其中140例确诊病例为既往无症状感染者转归，54例确诊病例和1486例无症状感染者在隔离管控中发现。新增本土死亡1例。新增境外输入性新冠肺炎确诊病例1例，在闭环管控中发现。
5月14日，新增本土新冠肺炎确诊病例166例和无症状感染者1203例，其中111例确诊病例为既往无症状感染者转归，55例确诊病例和1203例无症状感染者在隔离管控中发现。新增本土死亡3例。新增境外输入性新冠肺炎确诊病例2例和无症状感染者2例，均在闭环管控中发现。
5月15日，新增本土新冠肺炎确诊病例69例和无症状感染者869例，其中42例确诊病例为既往无症状感染者转归，27例确诊病例和869例无症状感染者在隔离管控中发现。新增本土死亡4例。新增境外输入性新冠肺炎确诊病例1例，在闭环管控中发现。
5月16日，新增本土新冠肺炎确诊病例77例和无症状感染者746例，其中46例确诊病例为既往无症状感染者转归，31例确诊病例和746例无症状感染者在隔离管控中发现。新增本土死亡1例。新增境外输入性无症状感染者2例，均在闭环管控中发现。
5月17日，新增本土新冠肺炎确诊病例96例和无症状感染者759例，其中56例确诊病例为既往无症状感染者转归，40例确诊病例和759例无症状感染者在隔离管控中发现。新增境外输入性确诊病例1例和无症状感染者1例，均在闭环管控中发现。
5月18日，新增本土新冠肺炎确诊病例82例和无症状感染者637例，其中48例确诊病例为既往无症状感染者转归，34例确诊病例和637例无症状感染者在隔离管控中发现。新增本土死亡1例。新增境外输入性确诊病例1例和无症状感染者2例，均在闭环管控中发现。。
5月19日，新增本土新冠肺炎确诊病例88例和无症状感染者770例，其中71例确诊病例为既往无症状感染者转归，17例确诊病例和767例无症状感染者在隔离管控中发现。无新增死亡病例。新增境外输入性确诊病例2例和无症状感染者3例，均在闭环管控中发现。
5月20日，新增本土新冠肺炎确诊病例84例和无症状感染者784例，其中49例确诊病例为既往无症状感染者转归，35例确诊病例和784例无症状感染者在隔离管控中发现。新增本土死亡1例。新增境外输入性无症状感染者1例，在闭环管控中发现。
5月21日，新增本土新冠肺炎确诊病例52例和无症状感染者570例，其中29例确诊病例为既往无症状感染者转归，23例确诊病例和570例无症状感染者在隔离管控中发现。新增境外输入性新冠肺炎确诊病例1例和无症状感染者3例，均在闭环管控中发现。
5月22日，新增本土新冠肺炎确诊病例55例和无症状感染者503例，其中30例确诊病例为既往无症状感染者转归，25例确诊病例和503例无症状感染者在隔离管控中发现。新增本土死亡1例。新增境外输入性新冠肺炎确诊病例1例和无症状感染者4例，均在闭环管控中发现。
5月23日，新增本土新冠肺炎确诊病例58例和无症状感染者422例，其中39例确诊病例为既往无症状感染者转归，19例确诊病例和422例无症状感染者在隔离管控中发现。新增本土死亡1例。新增境外输入性无症状感染者1例，在闭环管控中发现。
5月24日，新增本土新冠肺炎确诊病例44例和无症状感染者343例，其中32例确诊病例为既往无症状感染者转归，12例确诊病例和342例无症状感染者在隔离管控中发现。无新增死亡病例。新增境外输入性无症状感染者3例，均在闭环管控中发现。
5月25日，新增本土新冠肺炎确诊病例48例和无症状感染者290例，其中31例确诊病例为既往无症状感染者转归，17例确诊病例和290例无症状感染者在隔离管控中发现。新增本土死亡1例。新增境外输入性确诊病例1例和无症状感染者4例，均在闭环管控中发现。。
5月26日，新增本土新冠肺炎确诊病例45例和无症状感染者219例，其中33例确诊病例为既往无症状感染者转归，12例确诊病例和219例无症状感染者在隔离管控中发现。新增本土死亡1例。新增境外输入性确诊病例1例和无症状感染者6例，均在闭环管控中发现。
5月27日，新增本土新冠肺炎确诊病例39例和无症状感染者131例，其中18例确诊病例为既往无症状感染者转归，20例确诊病例和131例无症状感染者在隔离管控中发现，1例确诊病例在风险人群筛查中发现。
5月28日，新增本土新冠肺炎确诊病例29例和无症状感染者93例，其中18例确诊病例为既往无症状感染者转归，10例确诊病例和93例无症状感染者在隔离管控中发现，1例确诊病例在风险人群筛查中发现。新增境外输入性新冠肺炎确诊病例3例和无症状感染者3例，均在闭环管控中发现。
5月29日，新增本土新冠肺炎确诊病例6例和无症状感染者61例，其中2例确诊病例为既往无症状感染者转归，3例确诊病例和61例无症状感染者在隔离管控中发现，1例确诊病例在风险人群筛查中发现。新增境外输入性新冠肺炎无症状感染者2例，均在闭环管控中发现。
5月30日，新增本土新冠肺炎确诊病例9例和无症状感染者22例，其中2例确诊病例为既往无症状感染者转归，7例确诊病例和22例无症状感染者在隔离管控中发现。新增境外输入性新冠肺炎确诊病例4例和无症状感染者5例，均在闭环管控中发现。
5月31日，新增本土新冠肺炎确诊病例5例和无症状感染者10例，其中1例确诊病例为既往无症状感染者转归，4例确诊病例和10例无症状感染者在隔离管控中发现。新增境外输入性新冠肺炎确诊病例1例和无症状感染者4例，均在闭环管控中发现。

## 2022年6月
6月1日，新增本土新冠肺炎确诊病例5例和无症状感染者8例，其中3例确诊病例为既往无症状感染者转归，2例确诊病例和8例无症状感染者在隔离管控中发现。新增境外输入性新冠肺炎确诊病例4例和无症状感染者1例，均在闭环管控中发现。
6月2日，在社会面筛查中新增3例新冠肺炎本土确诊病例和4例本土无症状感染者，浦东新区报告4例，静安区报告3例。浦东新区报告4例中，1例住惠南镇，3例住花木街道，为一家人；静安区报告3例中，1例住曹家渡街道，2例住天目西路街道。新增感染者均已全程接种疫苗。同日在隔离管控的人员中发现3例确诊病例和4例无症状感染者，另有2例既往无症状感染者转归确诊病例；新增境外输入性新冠肺炎确诊病例2例和无症状感染者1例，均在闭环管控中发现。
6月3日，新增社会面2例新冠肺炎本土确诊病例和1例本土无症状感染者，分别为黄浦区、徐汇区和宝山区报告，均已全程接种疫苗。同日在隔离管控的人员中发现1例确诊病例和8例无症状感染者，另有2例既往无症状感染者转归确诊病例；新增境外输入性新冠肺炎确诊病例2例和无症状感染者1例，均在闭环管控中发现。
6月4日，新增本土新冠肺炎确诊病例6例和无症状感染者16例，其中1例确诊病例为既往无症状感染者转归，5例确诊病例和16例无症状感染者在隔离管控中发现。新增境外输入新冠肺炎确诊病例1例和无症状感染者3例，均在闭环管控中发现。。
6月5日，新增社会面2例新冠肺炎本土确诊病例和1例本土无症状感染者，虹口区2例、宝山区1例，有2例已全程接种疫苗，其余1例未曾接种疫苗。同日在隔离管控的人员中发现2例确诊病例和3例无症状感染者。新增境外输入性无症状感染者3例，均在闭环管控中发现。
6月6日，新增社会面3例新冠肺炎本土确诊病例，徐汇区2例、静安区1例，有2例已全程接种疫苗，其余1例未曾接种疫苗。同日在隔离管控的人员中发现7例无症状感染者。新增境外输入性新冠肺炎确诊病例3例和无症状感染者6例，均在闭环管控中发现。
6月7日，新增社会面2例新冠肺炎本土确诊病例和2例本土无症状感染者，静安区2例、宝山区和浦东新区各1例，有3例已全程接种疫苗，其余1例未曾接种疫苗。同日在隔离管控的人员中发现2例确诊病例和9例无症状感染者。新增境外输入性新冠肺炎确诊病例8例，均在闭环管控中发现。
6月8日，新增本土新冠肺炎确诊病例4例和无症状感染者5例，均在隔离管控中发现。新增境外输入性无症状感染者5例，均在闭环管控中发现。
6月9日，新增本土新冠肺炎确诊病例6例和无症状感染者5例，其中1例确诊病例和4例无症状感染者在隔离管控中发现。新增境外输入性确诊病例2例和无症状感染者4例，均在闭环管控中发现。
6月10日，新增本土新冠肺炎确诊病例7例和无症状感染者9例，其中3例确诊病例和7例无症状感染者在隔离管控中发现。新增境外输入性确诊病例4例和无症状感染者3例，均在闭环管控中发现。
6月11日，新增本土新冠肺炎确诊病例10例和无症状感染者19例，其中7例确诊病例和18例无症状感染者在隔离管控中发现。新增境外输入性确诊病例1例和无症状感染者3例，均在闭环管控中发现。
6月12日，新增本土新冠肺炎确诊病例11例和无症状感染者26例，其中1例确诊病例为既往无症状感染者转归，9例确诊病例和22例无症状感染者在隔离管控中发现。新增境外输入性确诊病例2例，均在闭环管控中发现。
6月13日，新增本土新冠肺炎确诊病例3例和无症状感染者14例，其中3例确诊病例和13例无症状感染者在隔离管控中发现。新增境外输入性新冠肺炎确诊病例2例和无症状感染者1例，均在闭环管控中发现。
6月14日，新增本土新冠肺炎确诊病例13例和无症状感染者2例，其中1例确诊病例为既往无症状感染者转归，10例确诊病例和1例无症状感染者在隔离管控中发现。新增境外输入性新冠肺炎确诊病例5例和无症状感染者4例，均在闭环管控中发现。
6月15日，新增本土新冠肺炎确诊病例9例和无症状感染者7例，其中7例确诊病例和7例无症状感染者在隔离管控中发现。新增境外输入性新冠肺炎确诊病例4例和无症状感染者1例，均在闭环管控中发现。
6月16日，新增本土新冠肺炎确诊病例2例和无症状感染者2例，均在隔离管控中发现。新增境外输入性新冠肺炎确诊病例3例和无症状感染者2例，均在闭环管控中发现。
6月17日，新增本土新冠肺炎确诊病例1例和无症状感染者6例，其中1例确诊病例和5例无症状感染者在隔离管控中发现。新增境外输入性新冠肺炎确诊病例2例和无症状感染者5例，均在闭环管控中发现。
6月18日，新增本土新冠肺炎确诊病例3例和无症状感染者6例，其中1例确诊病例和6例无症状感染者在隔离管控中发现。新增境外输入性新冠肺炎确诊病例6例和无症状感染者3例，均在闭环管控中发现。
6月19日，新增本土新冠肺炎确诊病例10例和无症状感染者3例，其中10例确诊病例和2例无症状感染者在隔离管控中发现。新增境外输入性新冠肺炎确诊病例5例和无症状感染者3例，均在闭环管控中发现。
6月20日，新增本土新冠肺炎确诊病例6例和无症状感染者3例，其中5例确诊病例和2例无症状感染者在隔离管控中发现。新增境外输入性新冠肺炎确诊病例9例和无症状感染者6例，均在闭环管控中发现。
6月21日，新增本土新冠肺炎确诊病例4例和无症状感染者4例，均在隔离管控中发现。新增境外输入性新冠肺炎无症状感染者3例，均在闭环管控中发现。
6月22日，新增本土新冠肺炎确诊病例9例，均在隔离管控中发现。新增境外输入性确诊病例9例和无症状感染者3例，均在闭环管控中发现。
6月23日，新增本土新冠肺炎确诊病例2例和无症状感染者1例，均在隔离管控中发现。新增境外输入性确诊病例3例和无症状感染者8例，均在闭环管控中发现。
6月24日，无新增本土新冠肺炎确诊病例和无症状感染者。新增境外输入性确诊病例5例和无症状感染者5例，均在闭环管控中发现。这是本轮疫情以来上海市无新增本土感染者。
6月25日，无新增本土新冠肺炎确诊病例和无症状感染者。新增境外输入性新冠肺炎确诊病例4例和无症状感染者4例，均在闭环管控中发现。
6月26日，新增本土新冠肺炎确诊病例2例和无症状感染者2例，其中2例确诊病例在隔离管控中发现。新增境外输入性新冠肺炎确诊病例6例和无症状感染者5例，均在闭环管控中发现。
6月27日，无新增本土新冠肺炎确诊病例和无症状感染者。新增境外输入性新冠肺炎确诊病例3例和无症状感染者6例，均在闭环管控中发现。
6月28日，无新增本土新冠肺炎确诊病例和无症状感染者。新增境外输入性新冠肺炎确诊病例1例和无症状感染者3例，均在闭环管控中发现。
6月29日，无新增本土新冠肺炎确诊病例和无症状感染者。新增境外输入性新冠肺炎确诊病例10例和无症状感染者2例，均在闭环管控中发现。
6月30日，无新增本土新冠肺炎确诊病例和无症状感染者。新增境外输入性新冠肺炎确诊病例4例和无症状感染者6例，均在闭环管控中发现。

## 2022年7月
7月1日，无新增本土新冠肺炎确诊病例和无症状感染者。新增境外输入性新冠肺炎确诊病例3例和无症状感染者9例，均在闭环管控中发现。
7月2日，新增本土新冠肺炎确诊病例2例，均在隔离管控中发现，均为航司国际航班入境服务保障人员。新增境外输入性新冠肺炎确诊病例5例和无症状感染者7例，均在闭环管控中发现。
7月3日，新增本土新冠肺炎确诊病例2例和无症状感染者1例，其中2例确诊病例在隔离管控中发现。新增境外输入性新冠肺炎确诊病例7例和无症状感染者12例，均在闭环管控中发现。
7月4日，新增本土新冠肺炎确诊病例3例和无症状感染者5例，其中2例确诊病例和5例无症状感染者在隔离管控中发现。新增境外输入性新冠肺炎确诊病例4例和无症状感染者9例，均在闭环管控中发现。
7月5日，新增本土新冠肺炎确诊病例9例和无症状感染者15例，均在隔离管控中发现。新增境外输入性新冠肺炎确诊病例6例和无症状感染者11例，均在闭环管控中发现。
7月6日，新增本土新冠肺炎确诊病例32例和无症状感染者22例，其中30例确诊病例和22例无症状感染者在隔离管控中发现。新增境外输入性新冠肺炎确诊病例11例和无症状感染者6例，均在闭环管控中发现。
7月7日，新增本土新冠肺炎确诊病例17例和无症状感染者28例，均在隔离管控中发现。新增境外输入性新冠肺炎确诊病例4例和无症状感染者9例，均在闭环管控中发现。
7月8日，新增本土新冠肺炎确诊病例11例和无症状感染者48例，其中10例确诊病例和48例无症状感染者在隔离管控中发现。新增境外输入性新冠肺炎确诊病例8例和无症状感染者14例，均在闭环管控中发现。
7月9日，新增本土新冠肺炎确诊病例5例和无症状感染者52例，其中4例确诊病例和52例无症状感染者在隔离管控中发现。新增境外输入性新冠肺炎确诊病例4例和无症状感染者5例，其中3例确诊病例和5例无症状感染者在闭环管控中发现。
7月10日，新增本土新冠肺炎确诊病例6例和无症状感染者63例，其中6例确诊病例和62例无症状感染者在隔离管控中发现。新增境外输入性新冠肺炎确诊病例11例和无症状感染者8例，其中10例确诊病例和8例无症状感染者在闭环管控中发现。
7月11日，新增本土新冠肺炎确诊病例5例和无症状感染者54例，其中4例确诊病例和52例无症状感染者在隔离管控中发现。新增境外输入性新冠肺炎确诊病例8例和无症状感染者5例，均在闭环管控中发现。
7月12日，新增本土新冠肺炎确诊病例5例和无症状感染者50例，均在隔离管控中发现。新增境外输入性新冠肺炎确诊病例9例和无症状感染者5例，均在闭环管控中发现。
7月13日，新增本土新冠肺炎确诊病例5例和无症状感染者42例，均在隔离管控中发现。新增境外输入性新冠肺炎确诊病例6例和无症状感染者7例，均在闭环管控中发现。
7月14日，新增本土新冠肺炎确诊病例6例和无症状感染者39例，均在隔离管控中发现。新增境外输入性新冠肺炎确诊病例5例和无症状感染者5例，其中4例确诊病例和5例无症状感染者在闭环管控中发现。
7月15日，新增本土新冠肺炎确诊病例5例和无症状感染者28例，均在隔离管控中发现。新增境外输入性新冠肺炎确诊病例6例和无症状感染者5例，均在闭环管控中发现。
7月16日，新增本土新冠肺炎确诊病例2例和无症状感染者24例，其中2例确诊病例和23例无症状感染者在隔离管控中发现。新增境外输入性新冠肺炎确诊病例6例和无症状感染者9例，均在闭环管控中发现。
7月17日，新增本土新冠肺炎确诊病例3例和无症状感染者14例，均在隔离管控中发现。新增境外输入性新冠肺炎确诊病例3例和无症状感染者9例，均在闭环管控中发现。
7月18日，新增本土新冠肺炎确诊病例4例和无症状感染者19例，均在隔离管控中发现。新增境外输入性新冠肺炎确诊病例4例和无症状感染者1例，均在闭环管控中发现。
7月19日，新增本土新冠肺炎确诊病例5例和无症状感染者10例，均在隔离管控中发现。新增境外输入性新冠肺炎确诊病例2例和无症状感染者5例，均在闭环管控中发现。
7月20日，新增本土新冠肺炎确诊病例3例和无症状感染者14例，其中3例确诊病例和10例无症状感染者在隔离管控中发现，3例无症状感染者在常态化核酸检测中发现，1例无症状感染者为入境人员集中隔离点工作人员，在例行核酸检测时发现。新增境外输入性新冠肺炎确诊病例2例和无症状感染者8例，均在闭环管控中发现。
7月21日，新增本土新冠肺炎确诊病例3例和无症状感染者15例，均在隔离管控中发现。新增境外输入性新冠肺炎确诊病例9例和无症状感染者5例，均在闭环管控中发现。
7月22日，新增本土新冠肺炎确诊病例2例和无症状感染者16例，均在隔离管控中发现。新增境外输入性新冠肺炎确诊病例4例和无症状感染者4例，均在闭环管控中发现。
7月23日，新增本土新冠肺炎确诊病例3例和无症状感染者21例，均在隔离管控中发现。新增境外输入性新冠肺炎确诊病例7例和无症状感染者15例，均在闭环管控中发现。
7月24日，新增本土新冠肺炎确诊病例3例和无症状感染者15例，均在隔离管控中发现。新增境外输入性新冠肺炎确诊病例7例和无症状感染者8例，均在闭环管控中发现。
7月25日，新增本土新冠肺炎确诊病例4例和无症状感染者15例，其中4例确诊病例和12例无症状感染者在隔离管控中发现。新增境外输入性新冠肺炎确诊病例2例和无症状感染者7例，均在闭环管控中发现。
7月26日，新增本土新冠肺炎确诊病例2例和无症状感染者14例，其中2例确诊病例和13例无症状感染者在隔离管控中发现。新增境外输入性新冠肺炎确诊病例7例和无症状感染者6例，均在闭环管控中发现。
7月27日，新增本土新冠肺炎确诊病例3例和无症状感染者11例，均在隔离管控中发现。新增境外输入性新冠肺炎确诊病例9例和无症状感染者27例，均在闭环管控中发现。
7月28日，新增本土新冠肺炎确诊病例1例和无症状感染者6例，均在隔离管控中发现。新增境外输入性新冠肺炎确诊病例4例和无症状感染者14例，均在闭环管控中发现。
7月29日，新增本土新冠肺炎确诊病例1例和无症状感染者4例，均在隔离管控中发现。新增境外输入性新冠肺炎确诊病例12例和无症状感染者13例，均在闭环管控中发现。
7月30日，新增本土新冠肺炎确诊病例3例和无症状感染者3例，均在隔离管控中发现。新增境外输入性新冠肺炎确诊病例9例和无症状感染者14例，均在闭环管控中发现。
7月31日，无新增本土新冠肺炎确诊病例和无症状感染者。新增境外输入性新冠肺炎确诊病例6例和无症状感染者3例，均在闭环管控中发现。

## 2022年8月
8月1日，无新增本土新冠肺炎确诊病例和无症状感染者。新增境外输入性新冠肺炎确诊病例8例和无症状感染者5例，其中8例确诊病例和4例无症状感染者在闭环管控中发现，1例为外省入境人员，隔离期满后于7月30日抵沪落实居家健康监测，其间核酸检测结果异常。
8月2日，无新增本土新冠肺炎确诊病例和无症状感染者。新增境外输入性新冠肺炎确诊病例6例和无症状感染者10例，均在闭环管控中发现。
8月3日，新增本土无症状感染者2例，均在隔离管控中发现。新增境外输入性新冠肺炎确诊病例8例和无症状感染者9例，均在闭环管控中发现。
8月4日，无新增本土新冠肺炎确诊病例和本土无症状感染者。新增境外输入性新冠肺炎确诊病例5例和无症状感染者7例，均在闭环管控中发现。
8月5日，无新增本土新冠肺炎确诊病例和无症状感染者。新增境外输入性新冠肺炎确诊病例8例和无症状感染者11例，均在闭环管控中发现。
8月6日，无新增本土新冠肺炎确诊病例和无症状感染者。新增境外输入性新冠肺炎确诊病例3例和无症状感染者8例，均在闭环管控中发现。
8月7日，无新增本土新冠肺炎确诊病例和无症状感染者。新增境外输入性新冠肺炎确诊病例7例和无症状感染者11例，均在闭环管控中发现。
8月8日，无新增本土新冠肺炎确诊病例和无症状感染者。新增境外输入性新冠肺炎确诊病例2例和无症状感染者7例，均在闭环管控中发现。
8月9日，无新增本土新冠肺炎确诊病例和无症状感染者。新增境外输入性新冠肺炎确诊病例20例和无症状感染者24例，均在闭环管控中发现。
8月10日，无新增本土新冠肺炎确诊病例和无症状感染者。新增境外输入性新冠肺炎确诊病例14例和无症状感染者3例，均在闭环管控中发现。
8月11日，上海社会面新增1例确诊病例和1例无症状感染者。当日累计新增本土新冠肺炎确诊病例2例和无症状感染者5例，其中1例确诊病例和4例无症状感染者在隔离管控中发现。新增境外输入性新冠肺炎确诊病例8例和无症状感染者14例，均在闭环管控中发现。
8月12日，新增本土新冠肺炎确诊病例1例和无症状感染者3例，均在隔离管控中发现。新增境外输入性新冠肺炎确诊病例8例和无症状感染者2例，均在闭环管控中发现。
8月13日，无新增本土新冠肺炎确诊病例，新增本土无症状感染者5例，均在隔离管控中发现。新增境外输入性新冠肺炎确诊病例8例和无症状感染者2例，均在闭环管控中发现。
8月14日，上海社会面新增1例本土无症状感染者，该人员为6岁男童，系拉萨返沪人员。另外新增无症状感染者5例。新增境外输入性新冠肺炎确诊病例11例和无症状感染者7例。
8月15日，无新增本土新冠肺炎确诊病例，新增本土无症状感染者3例，均在隔离管控中发现。新增境外输入性新冠肺炎确诊病例10例和无症状感染者12例，其中10例确诊病例和11例无症状感染者均在闭环管控中发现，1例系8月1日在外省入境，入关后即被集中隔离观察，隔离期满后返沪居家健康监测，其间核酸检测均为阴性。8月14日常态化核酸检测异常。
8月16日，新增本土无症状感染者4例。新增境外输入性新冠肺炎确诊病例7例和无症状感染者3例。
8月17日，上海市社会面新增2例本土无症状感染者。当日新增本土无症状感染者4例，其中2例无症状感染者在隔离管控中发现。新增境外输入性新冠肺炎确诊病例7例和无症状感染者3例，均在闭环管控中发现。
8月18日，无新增本土新冠肺炎确诊病例，新增本土无症状感染者3例，均在隔离管控中发现。新增境外输入性新冠肺炎确诊病例7例和无症状感染者3例，均在闭环管控中发现。
8月19日，新增本土新冠肺炎确诊病例1例和无症状感染者2例，均在隔离管控中发现。新增境外输入性新冠肺炎确诊病例8例和无症状感染者8例，均在闭环管控中发现。
8月20日，无新增本土新冠肺炎确诊病例，新增本土无症状感染者2例，均在隔离管控中发现。新增境外输入性新冠肺炎确诊病例8例和无症状感染者6例，均在闭环管控中发现。
8月21日，新增本土新冠肺炎确诊病例1例和无症状感染者3例，均在隔离管控中发现。新增境外输入性新冠肺炎确诊病例6例和无症状感染者6例，均在闭环管控中发现。
8月22日，新增本土新冠肺炎确诊病例1例和无症状感染者3例，均在隔离管控中发现。新增境外输入性新冠肺炎确诊病例12例和无症状感染者3例，均在闭环管控中发现。
8月23日，无新增本土新冠肺炎确诊病例和无症状感染者。新增境外输入性新冠肺炎确诊病例6例和无症状感染者2例，均在闭环管控中发现。
8月24日，新增1例社会面发现的本土无症状感染者。该人员有外省多地旅居史，8月21日晚自驾返沪，23日经常态化核酸检测混管异常，24日经疾控部门复核为阳性，被诊断为无症状感染者。当日上海新增新增本土无症状感染者6例，其中5例无症状感染者在隔离管控中发现。新增境外输入性新冠肺炎确诊病例3例和无症状感染者3例，均在闭环管控中发现。
8月25日，新增1例社会面发现的新冠病毒肺炎本土确诊病例。该人员因有发热等症状，自行抗原检测结果异常，经疾控部门采样检测复核为阳性，诊断为新冠病毒肺炎确诊病例（轻型）。当日累计新增本土新冠肺炎确诊病例1例和无症状感染者1例，其中1例无症状感染者在隔离管控中发现。新增境外输入性新冠肺炎确诊病例4例和无症状感染者4例，其中4例确诊病例和3例无症状感染者在闭环管控中发现。上海市卫生健康委一级巡视员吴乾渝介绍，8月1日以来，上海约有20天无社会面新增本土阳性感染者报告，疫情形势总体较为平稳。但近阶段，因暑期人员流动频繁，出现了社会面新增的本土感染者，近期报告的阳性感染者为有外省市旅居史的人员及其关联人员。市疾控中心已完成的病毒基因测序结果显示，所感染的病毒仍是奥密克戎变异株。
8月26日，新增本土新冠肺炎确诊病例1例和无症状感染者7例，均在隔离管控中发现。新增境外输入性新冠肺炎确诊病例5例和无症状感染者4例，其中4例确诊病例和4例无症状感染者在闭环管控中发现。
8月27日，無新增本土新冠肺炎确诊病例，新增本土无症状感染者8例，均在隔离管控中发现。新增境外输入性新冠肺炎确诊病例8例和无症状感染者5例，均在闭环管控中发现。
8月28日，无新增本土新冠肺炎确诊病例和无症状感染者。新增境外输入性新冠肺炎确诊病例8例和无症状感染者4例，均在闭环管控中发现。
8月29日，无新增本土新冠肺炎确诊病例和无症状感染者。新增境外输入性新冠肺炎确诊病例2例和无症状感染者2例，均在闭环管控中发现。
8月30日，新增本土新冠肺炎确诊病例1例和无症状感染者1例，其中1例无症状感染者在隔离管控中发现，1例为外省来沪出差人员，在常态化核酸检测时发现结果异常。新增境外输入性新冠肺炎确诊病例4例和无症状感染者3例，均在闭环管控中发现。
8月31日，无新增本土新冠肺炎确诊病例和无症状感染者。新增境外输入性新冠肺炎确诊病例7例和无症状感染者5例，均在闭环管控中发现。

## 2022年9月
9月1日，新增本土新冠肺炎确诊病例1例，在隔离管控中发现。新增境外输入性新冠肺炎确诊病例7例和无症状感染者6例，均在闭环管控中发现。
9月2日，新增本土新冠肺炎确诊病例1例和无症状感染者2例，均在隔离管控中发现。新增境外输入性新冠肺炎确诊病例12例和无症状感染者6例，均在闭环管控中发现。
9月3日，新增本土新冠肺炎确诊病例1例，在隔离管控中发现。新增境外输入性新冠肺炎确诊病例9例和无症状感染者6例，均在闭环管控中发现。
9月4日，无新增本土新冠肺炎确诊病例和无症状感染者。新增境外输入性新冠肺炎确诊病例5例和无症状感染者8例，均在闭环管控中发现。
9月5日，无新增本土新冠肺炎确诊病例和无症状感染者。新增境外输入性新冠肺炎确诊病例3例和无症状感染者3例，均在闭环管控中发现。
9月6日，上海社会面新增1例本土无症状感染者，为一名来沪就医的11岁女童。当日新增境外输入性新冠肺炎确诊病例12例和无症状感染者4例，均在闭环管控中发现。
9月7日，新增本土新冠肺炎确诊病例3例和无症状感染者10例，其中2例确诊病例和9例无症状感染者在隔离管控中发现。新增境外输入性新冠肺炎确诊病例7例和无症状感染者3例，均在闭环管控中发现。
9月8日，无新增本土新冠肺炎确诊病例，新增本土无症状感染者2例，均在隔离管控中发现。新增境外输入性新冠肺炎确诊病例6例和无症状感染者6例，均在闭环管控中发现。
9月9日，无新增本土新冠肺炎确诊病例，新增本土无症状感染者5例，均在隔离管控中发现。新增境外输入性新冠肺炎确诊病例7例和无症状感染者5例，均在闭环管控中发现。
9月10日，新增本土新冠肺炎确诊病例1例和无症状感染者7例，均在隔离管控中发现。新增境外输入性新冠肺炎确诊病例14例和无症状感染者10例，均在闭环管控中发现。
9月11日，新增本土无症状感染者3例，均在隔离管控中发现。新增境外输入性新冠肺炎确诊病例9例和无症状感染者10例，均在闭环管控中发现。
9月12日，无新增本土新冠肺炎确诊病例和无症状感染者。新增境外输入性新冠肺炎确诊病例14例和无症状感染者4例，均在闭环管控中发现。
9月13日，新增本土新冠肺炎确诊病例1例，在闭环管控中发现。新增境外输入性新冠肺炎确诊病例8例和无症状感染者8例，均在闭环管控中发现。
9月14日，无新增本土新冠肺炎确诊病例和无症状感染者。新增境外输入性新冠肺炎确诊病例8例和无症状感染者2例，均在闭环管控中发现。
9月15日，无新增本土新冠肺炎确诊病例，新增本土无症状感染者3例，均在隔离管控中发现。新增境外输入性新冠肺炎确诊病例12例和无症状感染者2例，均在闭环管控中发现。
9月16日，无新增本土新冠肺炎确诊病例，新增本土无症状感染者1例，在隔离管控中发现。新增境外输入性新冠肺炎确诊病例9例和无症状感染者4例，均在闭环管控中发现。
9月17日，无新增本土新冠肺炎确诊病例和无症状感染者。新增境外输入性新冠肺炎确诊病例16例和无症状感染者9例，均在闭环管控中发现。
9月18日，上海社会面新增1例本土无症状感染者，该感染者住青浦区练塘镇蒸夏村。当日累计新增本土无症状感染者3例，其中2例无症状感染者在隔离管控中发现。新增境外输入性新冠肺炎确诊病例11例和无症状感染者7例，均在闭环管控中发现。
9月19日，无新增本土新冠肺炎确诊病例，新增本土无症状感染者1例，在隔离管控中发现。新增境外输入性新冠肺炎确诊病例5例和无症状感染者6例，均在闭环管控中发现。
9月20日，无新增本土新冠肺炎确诊病例和无症状感染者。新增境外输入性新冠肺炎确诊病例8例和无症状感染者5例，均在闭环管控中发现。
9月21日，无新增本土新冠肺炎确诊病例和无症状感染者。新增境外输入性新冠肺炎确诊病例9例和无症状感染者7例，均在闭环管控中发现。
9月22日，无新增本土新冠肺炎确诊病例，新增本土无症状感染者1例，在隔离管控中发现。新增境外输入性新冠肺炎确诊病例15例和无症状感染者5例，均在闭环管控中发现。
9月23日，无新增本土新冠肺炎确诊病例和无症状感染者。新增境外输入性新冠肺炎确诊病例15例和无症状感染者5例，均在闭环管控中发现。
9月24日，无新增本土新冠肺炎确诊病例和无症状感染者，在院本土确诊病例全部出院。新增境外输入性新冠肺炎确诊病例9例和无症状感染者4例，均在闭环管控中发现。
9月25日，无新增本土新冠肺炎确诊病例和无症状感染者。新增境外输入性新冠肺炎确诊病例19例和无症状感染者3例，均在闭环管控中发现。
9月26日，无新增本土新冠肺炎确诊病例和无症状感染者。新增境外输入性新冠肺炎确诊病例18例和无症状感染者4例，均在闭环管控中发现。
9月27日，无新增本土新冠肺炎确诊病例和无症状感染者。新增境外输入性新冠肺炎确诊病例14例和无症状感染者2例，均在闭环管控中发现。
9月28日，无新增本土新冠肺炎确诊病例，新增本土无症状感染者1例，在隔离管控中发现。新增境外输入性新冠肺炎确诊病例13例和无症状感染者8例，均在闭环管控中发现。
9月29日，无新增本土新冠肺炎确诊病例，新增本土无症状感染者6例，均在隔离管控中发现，均为外省通报一阳性感染者在沪的密切接触者。新增境外输入性新冠肺炎确诊病例14例和无症状感染者8例，均在闭环管控中发现。
9月30日，无新增本土新冠肺炎确诊病例，新增本土无症状感染者3例，均在隔离管控中发现。新增境外输入性新冠肺炎确诊病例21例和无症状感染者16例，均在闭环管控中发现。

## 2022年10月
10月1日，新增本土新冠肺炎确诊病例1例和无症状感染者4例，均在隔离管控中发现。新增境外输入性新冠肺炎确诊病例4例和无症状感染者14例，均在闭环管控中发现。
10月2日，新增本土新冠肺炎确诊病例1例和无症状感染者3例，其中3例无症状感染者在隔离管控中发现，1例在常态化核酸检测中发现。新增境外输入性新冠肺炎确诊病例3例和无症状感染者25例，均在闭环管控中发现。。
10月3日，无新增本土新冠肺炎确诊病例，新增本土无症状感染者3例，均在隔离管控中发现。无新增境外输入性新冠肺炎确诊病例，新增境外输入性无症状感染者24例，均在闭环管控中发现。
10月4日，无新增本土新冠肺炎确诊病例，新增本土无症状感染者6例，均在隔离管控中发现。新增境外输入性新冠肺炎确诊病例2例和无症状感染者19例，均在闭环管控中发现。
10月5日，无新增本土新冠肺炎确诊病例，新增本土无症状感染者11例，均在隔离管控中发现。新增境外输入性新冠肺炎确诊病例3例和无症状感染者29例，均在闭环管控中发现。
10月6日0-16时，上海在常态化核酸检测中新增1例本土确诊病例、1例本土无症状感染者，均为10月4日自新疆来沪人员。上海市卫健委一级巡视员吴乾渝表示，上海市疫情虽然总体平稳，但受境内外疫情输入影响，近期持续有本土感染者报告。截至当日24时，累计新增本土新冠肺炎确诊病例1例和无症状感染者17例，其中16例无症状感染者在隔离管控中发现。新增境外输入性新冠肺炎确诊病例1例和无症状感染者18例，均在闭环管控中发现。
10月7日，上海新增本土新冠肺炎确诊病例2例和无症状感染者21例，其中2例确诊病例和18例无症状感染者在隔离管控中发现。新增境外输入性新冠肺炎确诊病例1例和无症状感染者11例，均在闭环管控中发现。
10月8日，上海市新冠肺炎疫情防控工作领导小组办公室研究决定将青浦区重固镇中新村陈家浜以东、华重公路以南、中新艾祁港以西、洞口泾以北的区域，青浦区重固镇大街518弄逸皓华庭，普陀区曹杨新村街道兰溪路锐思特酒店列为中风险区；将青浦区重固镇、普陀区曹杨新村街道的其他地区列为低风险区。当日上海新增本土新冠肺炎确诊病例2例和无症状感染者19例，其中1例确诊病例和18例无症状感染者在隔离管控中发现。新增境外输入性新冠肺炎确诊病例1例和无症状感染者19例，均在闭环管控中发现。
10月9日，上海市新冠肺炎疫情防控工作领导小组办公室决定将长宁区仙霞新村街道茅台路364弄124号-126号、136号-141号及沿街商铺，闵行区吴泾镇东川路333弄紫竹半岛小区，闵行区颛桥镇北松公路489号蹦床乐园列为中风险区；将长宁区仙霞新村街道、闵行区吴泾镇、闵行区颛桥镇的其他地区列为低风险区。当日上海新增本土新冠肺炎确诊病例3例和无症状感染者31例，其中1例确诊病例和31例无症状感染者在隔离管控中发现，2例确诊病例在常态化核酸检测中发现。无新增境外输入性新冠肺炎确诊病例，新增境外输入性无症状感染者13例，均在闭环管控中发现。
10月10日起，上海市普陀区、长宁区暂停开放区内文化娱乐场所。當天上海市公安局表示9月以来已就代做核酸行政处罚80余人，刑事立案2人。即日起至十一月上旬，上海市各区每周至少组织开展两次社区核酸筛查。另外所有来沪返沪人员抵沪后需实行“三天三检”，且24小时内必须进行一次核酸检测；未按要求完成核酸检测者，其随申码将被赋黄码。当日上海新增本土新冠肺炎确诊病例4例和无症状感染者24例，其中4例确诊病例和23例无症状感染者在隔离管控中发现。新增境外输入性新冠肺炎确诊病例2例，新增境外输入性无症状感染者18例，均在闭环管控中发现。
10月11日零时起，宝山区大场镇锦秋路743号智尚酒店、奉贤区海湾旅游区奉柘公路以南、海湾路以东、海泉路以南、南海公路以东、海思路以北、奉炮公路以西的区域（不包括海尚墅林苑小区、泰禾海上院子）解除管控。宝山区大场镇、奉贤区海湾旅游区全域实施常态化防控措施。当日上海新增本土新冠肺炎确诊病例4例和无症状感染者34例，均在隔离管控中发现。新增境外输入性新冠肺炎确诊病例1例和无症状感染者19例，均在闭环管控中发现。
10月12日，新增本土新冠肺炎确诊病例3例和无症状感染者44例，其中2例确诊病例和43例无症状感染者在隔离管控中发现，1例确诊病例和1例无症状感染者在常态化核酸检测中发现，均与外省疫情的协查有关联。新增境外输入性新冠肺炎确诊病例2例和无症状感染者17例，均在闭环管控中发现。上海市卫健委当日下午进行网络发布，通报自10月以来，上海本土病例感染来源绝大部分为外省输入，感染者大部分为年轻群体，活动范围广，轨迹涉及大型商业体、游乐场所、宾（旅）馆、学校、酒吧、火锅店等人群聚集场所。另外部分市民未履行个人防疫义务和责任，防疫意识淡薄。公安机关已对违反防疫要求的人员开展调查取证工作，并将依法处置。當天宝山区大场镇纬地路88弄阳光水岸家园小区以及金山区吕巷镇和平村5032号、5033号和5034号被列為中風險地區，呂巷鎮被列為低風險地區上海至少五个区关闭公共娱乐场所，部分学校停课。
10月13日，新增本土新冠肺炎确诊病例2例和无症状感染者47例，其中2例确诊病例和45无症状感染者在隔离管控中发现。新增境外输入性新冠肺炎确诊病例7例和无症状感染者26例，均在闭环管控中发现。當天浦东新区惠南镇靖海南路567弄、静安区共和新路街道中山北路311号、普陀区甘泉路街道宜君路80弄小区、普陀区石泉路街道华池路58弄新体育广场、普陀区宜川路街道宜川二村78-83号、101-109号、122-127号、普陀区长寿路街道九茂小区、杨浦区五角场街道国权路95弄、闵行区七宝镇航新路88弄330号-376号三佳苑小区、宝山区大场镇真华路1600弄玉华东苑小区、嘉定区安亭镇安拓路155弄、安研路66弄瑞仕华庭小区、金山区吕巷镇荡田村戚埭18组、28组、金山区吕巷镇姚家村16组1067号至1083号、1086号、1088号、宝山区吴淞街道淞兴路76弄、宝山区吴淞街道淞兴西路258号、崇明区城桥镇侯南村内张网港河以东、蟠龙公路以西、崇明大道以南、长江大堤以北的区域被列為中風險地區，浦东新区惠南镇、静安区共和新路街道、普陀区甘泉路街道、杨浦区五角场街道、嘉定区安亭镇、宝山区吴淞街道、崇明区城桥镇被列為低風險地區。
10月14日，新增本土新冠肺炎确诊病例4例和无症状感染者38例，其中3例确诊病例和37例无症状感染者在隔离管控中发现。无新增境外输入性新冠肺炎确诊病例，新增境外输入性无症状感染者17例，均在闭环管控中发现。當天起浦东新区金桥镇红枫路108弄3-9号、长宁区江苏路街道延安西路488号、长宁区新华路街道定西路以西、延安西路以南、安顺路以北、凯旋路以东的区域、杨浦区长海路街道营口路789弄、嘉定区江桥镇金园一路1359弄缘圆宝邸北区（37号-63号）解除封控，浦东新区金桥镇、长宁区江苏路街道、杨浦区长海路街道全域实施常态化防控措施。黄浦区豫园街道人民路875号、静安区宝山路街道宝山路420号、静安区芷江西路街道兴新小区（中兴路1279弄、中兴路1321弄、中华新路612号、中华新路618号、中华新路630号、中华新路640号）、普陀区宜川路街道农林光新小区、普陀区长征镇真光路962弄1幢、2幢、8幢、9幢、虹口区广中路街道水电路191弄小区、杨浦区控江路街道控江六村及其沿街商铺、杨浦区控江路街道控江四村及其沿街商铺、闵行区虹桥镇吴中路1588弄胡桃里音乐酒馆所在建筑主体（含地下美食广场）及周边商铺、闵行区虹桥镇吴中路511弄古北新城二期、四期（112号-120号）小区、闵行区虹桥镇吴中路1065号虹桥吉祥公寓、宝山区月浦镇月富路55弄昱翠家苑小区、宝山区高境镇三门路485弄西区、嘉定区菊园新区平城路1455号、松江区泗泾镇泗陈公路1888弄山水四季城一期、松江区九里亭街道涞坊路1033弄英伦风尚小区、松江区中山街道茸悦路208弄富悦财富广场B/C栋主楼及沿街商铺被列為中風險，黄浦区豫园街道、静安区宝山路街道、虹口区广中路街道、闵行区虹桥镇、宝山区月浦镇、宝山区高境镇、嘉定区菊园新区、松江区泗泾镇、松江区中山街道被列為低風險地區。
10月15日，无新增本土新冠肺炎确诊病例，新增本土无症状感染者28例，均在隔离管控中发现。新增境外输入性新冠肺炎确诊病例1例和无症状感染者18例，均在闭环管控中发现。
10月16日，无新增本土新冠肺炎确诊病例，新增本土无症状感染者32例，均者在隔离管控中发现。新增境外输入性新冠肺炎确诊病例7例和无症状感染者31例，均在闭环管控中发现。
10月17日，新增本土新冠肺炎确诊病例1例和无症状感染者14例，均在隔离管控中发现。新增境外输入性新冠肺炎确诊病例1例和无症状感染者27例，均在闭环管控中发现。
10月18日，新增本土新冠肺炎确诊病例1例和无症状感染者14例，均在隔离管控中发现。无新增境外输入性新冠肺炎确诊病例，新增境外输入性无症状感染者22例，均在闭环管控中发现。
10月19日，无新增本土新冠肺炎确诊病例，新增本土无症状感染者10例，均在隔离管控中发现。新增境外输入性新冠肺炎确诊病例2例和无症状感染者18例，均在闭环管控中发现。
10月20日，无新增本土新冠肺炎确诊病例，新增本土无症状感染者13例，均在隔离管控中发现。新增境外输入性新冠肺炎确诊病例2例和无症状感染者31例，均在闭环管控中发现。
10月21日，无新增本土新冠肺炎确诊病例，新增本土无症状感染者16例，均在隔离管控中发现。新增境外输入性新冠肺炎确诊病例3例和无症状感染者23例，均在闭环管控中发现。
10月22日，无新增本土新冠肺炎确诊病例，新增本土无症状感染者12例，均在隔离管控中发现。新增境外输入性新冠肺炎确诊病例5例和无症状感染者23例，均在闭环管控中发现。
10月23日，新增本土新冠肺炎确诊病例1例和无症状感染者11例，均在隔离管控中发现。新增境外输入性新冠肺炎确诊病例2例和无症状感染者22例，均在闭环管控中发现。
10月24日，无新增本土新冠肺炎确诊病例，新增本土无症状感染者19例，均在隔离管控中发现。新增境外输入性新冠肺炎确诊病例2例和无症状感染者20例，均在闭环管控中发现。
10月25日，上海市疫情防控工作领导小组办公室决定上海市常态化核酸检测点免费检测服务延长至2022年11月30日。当日上海新增社会面3例无症状感染者。杨浦区长海路街道三门路11弄小区（包括沿街商铺）；金山区亭林镇东新村13组；金山区亭林镇复兴东路以东、进宅路以南、桃贤路以西、南亭公路以北，复兴东路2号至南亭公路6328号的门店（南亭公路北侧），南亭公路6455号至6497号的门店（南亭公路南侧），桃贤路6号至桃贤路28号以南的门店等3个区域列为中风险区；杨浦区长海路街道、金山区亭林镇的其他地区列为低风险区。截至10月25日24时，新增本土新冠肺炎确诊病例1例和无症状感染者18例，其中1例确诊病例和15例无症状感染者在隔离管控中发现。新增境外输入性新冠肺炎确诊病例6例和无症状感染者30例，均在闭环管控中发现。
10月26日，新增本土新冠肺炎确诊病例1例和无症状感染者8例，均在隔离管控中发现。新增境外输入性新冠肺炎确诊病例5例和无症状感染者31例，均在闭环管控中发现。
10月27日，无新增本土新冠肺炎确诊病例，新增本土无症状感染者11例，其中10例无症状感染者在隔离管控中发现。新增境外输入性新冠肺炎确诊病例4例和无症状感染者18例，均在闭环管控中发现。上海市民须佩戴口罩、扫场所码或数字哨兵且须持有健康码绿码和72小时内核酸阴性证明、测量体温且无异常後才能進入菜市场。菜市场的从业人员每日进行1次核酸检测，完成全程疫苗接种。
10月28日，新增本土新冠肺炎确诊病例1例和无症状感染者8例，均在隔离管控中发现。新增境外输入性新冠肺炎确诊病例5例和无症状感染者35例。
10月29日，浦东新区陆家嘴街道商城路357号CITIGO欢阁酒店、浦东新区周浦镇里仁村13组、徐汇区斜土路街道日晖二村及其北门零陵路沿街商铺（大木桥路-茶陵路双号）被劃為中風險，浦东新区陆家嘴街道、浦东新区周浦镇、徐汇区斜土路街道被劃為低風險。当日累计新增本土无症状感染者9例，其中6例无症状感染者在隔离管控中发现，3例来自社会面筛查。新增境外输入性新冠肺炎确诊病例1例和无症状感染者24例。
10月30日，静安区临汾路街道江杨南路466弄17号、18号，静安区临汾路街道、闵行区江川路街道劃為低風險。闵行区江川路街道华宁路111号列为中风险区。当日新增本土无症状感染者10例，其中9例无症状感染者在隔离管控中发现，1例来自社会面筛查。新增境外输入性新冠肺炎确诊病例4例和无症状感染者30例。
10月31日起，静安区宝山路街道中兴路726号、闵行区莘庄镇莘朱路222弄江南苑小区下2个中风险区解除管控，静安区宝山路街道、闵行区莘庄镇全域实施常态化防控措施。當天上海新增本土新冠肺炎确诊病例2例和无症状感染者2例，其中1例确诊病例和2例无症状感染者在隔离管控中发现。新增境外输入性新冠肺炎确诊病例3例和无症状感染者17例。

## 2022年11月
11月2日，新增本土新冠肺炎确诊病例1例和无症状感染者2例。新增境外输入性新冠肺炎确诊病例2例和无症状感染者20例。
11月3日起，共青森林公園臨時閉園2天。
11月12日，新增本土新冠肺炎确诊病例1例和无症状感染者9例，均在隔离管控中发现。新增境外输入性新冠肺炎确诊病例2例和无症状感染者26例。
11月13日零时起，静安区江宁路街道江宁路239号、静安区芷江西路街道中兴路1279弄-1321弄小区（包括中兴路1321弄8幢楼、中兴路1279弄11幢楼，中华新路612号、中华新路618号、中华新路630号、中华新路640号）解除管控。當天静安区静安寺街道华山路688号B幢
、普陀区桃浦镇绿杨路51弄紫荆苑103号楼、普陀区甘泉路街道延长西路526弄47号、闵行区梅陇镇罗锦路888弄7支弄17号被列為高風險，静安区静安寺街道、普陀区桃浦镇、普陀区甘泉路街道、闵行区梅陇镇被列為低風險。由於當天上海出現一例本土病例，静安区芷江西路街道永兴路928弄8号楼被划为高风险区，静安区芷江西路街道的其他区域被划为低风险区。徐汇区原定于当天开展的全区全员核酸筛查取消，转为“三进”（小区、商户、楼宇）核酸检测便民服务。此外，上海自当天起优化调整并细化落实相关防控措施，其中中小学（含中职校）和托幼机构每周一、三、五进行校内核酸检测，核酸检测相关要求根据疫情形势进行动态优化调整；一般不再按行政区域开展全员核酸检测，只在感染来源和传播链条不清、社区传播时间较长等疫情底数不清时开展。同时，进一步组织好常态化核酸检测和社区便民筛查。
11月14日零时起，浦东新区唐镇玉盘北路281弄（浦发华庭小区）、静安区芷江西路街道凯鹏大厦（永兴小马路20号、永兴小马路18号，共和新路435号）、静安区彭浦新村街道共和新路3703号共和国际商务广场C座、静安区宝山路街道止园新村小区及沿街商铺解除管控。
11月18日，新增本土新冠肺炎确诊病例6例和无症状感染者22例，均在隔离管控中发现。新增境外输入性新冠肺炎确诊病例7例和无症状感染者23例。當天起来沪返沪人员在抵沪时實施“落地检”，未抵沪后24小时内未进行一次核酸检测者，其随申码赋黄码。来沪返沪人员应在抵沪后尽快且不得超过12小时向所在居村委和单位（或所住宾馆）报告，完成三天三检。对7天内有国内疫情高风险区旅居史的来沪返沪人员，实施7天居家隔离，隔离期间随申码赋红码、不得外出，第1、3、5、7天各开展1次核酸检测。
11月21日，新增本土新冠肺炎确诊病例4例和无症状感染者44例。新增境外输入性新冠肺炎确诊病例5例和无症状感染者45例。
11月22日，上海市疫情防控工作领导小组办公室决定，对所有来沪返沪且“随申码”为绿码的人员，将在“随申码”“场所码”等展示界面显示“来沪返沪不满5天”的标记提示。11月24日起，来沪返沪人员抵沪不满5天者，不得进入餐饮服务（含酒吧）、购物中心（含百货店）、超市卖场、菜市场、美容美发、洗（足）浴、室内健身、歌舞娱乐、游艺厅、网吧、密室剧本杀、棋牌室等公共场所。當天来沪返沪“五日码”上线。
11月26日，上海市卫生健康委副主任虞涛表示上海市常态化核酸检测点免费检测服务延长至2022年12月31日。虞涛還表示各区每周至少安排2次社区便民核酸检测服务。
11月27日，上海新增本土新冠肺炎确诊病例16例和无症状感染者128例。
11月28日至29日，上海32个地區劃為疫情高风险区。
11月29日零时起，进入上海市内餐饮服务（含酒吧）、购物中心（含百货店）、超市卖场、菜市场、美容美发、洗（足）浴等商业场所的人员，须持有48小时内核酸检测阴性证明。东方明珠广播电视塔暫停開放。
11月29日至30日，上海有46个区域划为疫情高风险区。

## 2022年12月
12月5日起，乘坐轨道交通、地面公交、轮渡等市内公共交通工具，进入公园、景区等室外公共场所，不再查验核酸检测阴性证明。
12月6日零时起，除养老机构、儿童福利机构、医疗机构、学校以及密闭娱乐场所场所外，其余公共场所不再查验核酸检测阴性证明。上海7天内无核酸检测记录的不再赋黄码。
12月8日起，上海进一步优化调整相关疫情防控措施。其中明确，取消来沪返沪人员抵沪前需通过随申办“来沪返沪人员服务”小程序填报相关信息、抵沪后及时向所在居村委和单位（或所住宾馆）报告的要求，不再实施来沪返沪人员“落地检”“三天三检”和“第5天进行1次核酸检测”，其 “随申码”“场所码”等展示界面不再显示“来沪返沪不满5天”的标记提示。不再限制其进入相关公共场所。符合居家隔离条件的由5天集中隔离+3天居家隔离调整为5天居家隔离。门诊就医时查看患者48小时核酸检测结果，门诊划分核酸阴性、阳性诊疗区域。12月9日起密闭娱乐场所、餐饮服务场所不再查验核酸检测阴性证明。上海境內的长途客运的部分班次也逐步恢复。
12月12日，上海新增本土新冠肺炎确诊病例14例，新增本土无症状感染者115例。
12月13日起，上海市除养老机构、儿童福利机构、医疗机构、学校（含托幼机构）等特殊场所外的其余场所不再要求查验“随申码”等健康码，不再要求扫“场所码”（含“数字哨兵”）。此外，上海全市疫情风险区清零，全市实施常态化防控措施。
12月19日起，上海市中小学校除初三、高三年级外的其他年级，全部调整为线上教学。初三、高三年级学生正常到校上课，也可自愿申请居家学习。幼儿园（含托育机构、托儿所）自12月19日起停止幼儿入园。当日起，上海市各类社区卫生服务机构（中心、分中心、服务站、村卫生室）2594间发热诊间全部启用。
12月20日起，上海市各医疗机构对门急诊患者不再查验核酸阴性证明。宝山区月浦社区卫生服务中心将门口原先的核酸亭改造成了发热哨点诊室，让市民可以配到药品。
12月16至20日期间，上海120急救市级指挥室平均日来电量达1.6万通，较2021年同期增加136%。
12月23日，上海出台调整阳性感染者解除居家隔离标准，居家隔离满七天且症状明显好转或无明显症状，可结束居家隔离恢复正常生活和外出。徐匯區在龙吴路1800号西岸滨江营地設立“新冠病毒阳性感染者临时居住点”，轻症和无症状感染者可以自愿申请入住。
12月30日，上海當局決定將上海市常态化核酸检测点免费检测服务延长至2023年1月7日。

## 外部連結
- 新冠肺炎疫情防控（页面存档备份，存于）—上海市卫生健康委员会